# Ligue Conférence 2024-2025
Navigation
Édition 2023-2024 Édition 2025-2026
La Ligue Conférence 2024-2025 est la 4e édition de la troisième coupe européenne des clubs de football (et la 1re sous le nom de Ligue Conférence),. Organisée par l'UEFA, la compétition est ouverte aux clubs de football des associations membres de l'UEFA, qualifiés en fonction de leurs bons résultats en championnat ou coupe nationale.
Le vainqueur de la Ligue Conférence se qualifie pour la Ligue Europa 2025-2026, sauf s'il se qualifie pour la Ligue des champions 2025-2026 en fonction de ses performances en championnat.
Chelsea FC remporte le trophée face au Real Betis. Le club londonien devient le premier de l’histoire à remporter toutes les coupes d’Europe (C1, C2, C3 et désormais C4),.

## Format
Le format de cette compétition est modifié à partir de cette saison.
La compétition passe de 32 à 36 équipes après les qualifications, la phase de groupes de huit poules étant remplacée par une phase de ligue unique.
Chaque club joue contre six adversaires différents (trois matches à domicile et trois matches à l'extérieur). Les équipes sont réparties dans six chapeaux de 6 équipes selon leur indice UEFA. Chaque équipe affronte (sur un seul match) une équipe par chapeau :
- les huit premiers se qualifient pour la phase à élimination directe ;
- les clubs classés de la 9e à la 24e place jouent des barrages de qualification pour les huitièmes de finale ;
- les équipes classées après la 24e place sont éliminées[5].

La compétition change de nom, passant de Ligue Europa Conférence à Ligue Conférence, à la suite d'une décision du Comité exécutif de l'UEFA du 28 juin 2023.

## Participants
164 équipes provenant des associations membres de l'UEFA participeront à la Ligue Conférence 2024‑2025.
La répartition pour la saison 2024-2025 est la suivante :
- Les associations aux places 1 à 12 du classement UEFA 2023 ont 1 club qualifié
- Les associations aux places 13 à 33 et 51 à 55 ont 2 clubs qualifiés
- Les associations aux places 34 à 50 ont 3 clubs qualifiés – à l'exception de celle du Liechtenstein (classé 34e) avec un seul club qualifié
- 16 équipes éliminées de la phase de qualification de la Ligue des champions 2024-2025 sont repêchées dans cette compétition. Les équipes championnes de leur pays se rencontrent exclusivement entre elles lors de la phase de qualifications.
- 42 équipes éliminées de la phase de qualification de la Ligue Europa 2024-2025 sont repêchées dans cette compétition. Les équipes championnes de leur pays se rencontrent exclusivement entre elles lors de la phase de qualifications.

Les clubs russes sont exclus des compétitions interclubs de l'UEFA depuis la saison 2022-2023 en raison de l'invasion de l'Ukraine par la Russie en 2022,.

### Clubs participants
| Phase de ligue | Phase de ligue | Phase de ligue | Phase de ligue | Phase de ligue | Phase de ligue | Phase de ligue | Phase de ligue | Phase de ligue | Phase de ligue | Phase de ligue | Phase de ligue | Phase de ligue | Phase de ligue | Phase de ligue | Phase de ligue |
| --- | --- | --- | --- | --- | --- | --- | --- | --- | --- | --- | --- | --- | --- | --- | --- |
| - 12 repêchés des barrages de la Ligue Europa : - Dinamo Minsk (4.500) - Jagiellonia Białystok (5.075) - CS Petrocub Hîncești (7.000) - FC Lugano (8.000) - LASK (37.000) - APOEL Nicosie (14.500) - Shamrock Rovers (9.500) - TSC Bačka Topola (5.555) - FK Borac Banja Luka (5.500) - Molde FK (28.500) - Rapid Vienne (14.000) - Heart of Midlothian (7.210) | | | | | | | | | | | | | | | |
| Barrages | | | | | | | | | | | | | | | |
| Voie des champions - 6 champions repêchés du troisième tour de qualification de la Ligue Europa : - FK Panevėžys (11.500) - NK Celje (4.500) - KÍ Klaksvík (10.000) - Lincoln Red Imps (9.000) - The New Saints (8.500) - UE Santa Coloma (6.000) | Voie des champions - 6 champions repêchés du troisième tour de qualification de la Ligue Europa : - FK Panevėžys (11.500) - NK Celje (4.500) - KÍ Klaksvík (10.000) - Lincoln Red Imps (9.000) - The New Saints (8.500) - UE Santa Coloma (6.000) | Voie des champions - 6 champions repêchés du troisième tour de qualification de la Ligue Europa : - FK Panevėžys (11.500) - NK Celje (4.500) - KÍ Klaksvík (10.000) - Lincoln Red Imps (9.000) - The New Saints (8.500) - UE Santa Coloma (6.000) | Voie des champions - 6 champions repêchés du troisième tour de qualification de la Ligue Europa : - FK Panevėžys (11.500) - NK Celje (4.500) - KÍ Klaksvík (10.000) - Lincoln Red Imps (9.000) - The New Saints (8.500) - UE Santa Coloma (6.000) | Voie des champions - 6 champions repêchés du troisième tour de qualification de la Ligue Europa : - FK Panevėžys (11.500) - NK Celje (4.500) - KÍ Klaksvík (10.000) - Lincoln Red Imps (9.000) - The New Saints (8.500) - UE Santa Coloma (6.000) | Voie des champions - 6 champions repêchés du troisième tour de qualification de la Ligue Europa : - FK Panevėžys (11.500) - NK Celje (4.500) - KÍ Klaksvík (10.000) - Lincoln Red Imps (9.000) - The New Saints (8.500) - UE Santa Coloma (6.000) | Voie des champions - 6 champions repêchés du troisième tour de qualification de la Ligue Europa : - FK Panevėžys (11.500) - NK Celje (4.500) - KÍ Klaksvík (10.000) - Lincoln Red Imps (9.000) - The New Saints (8.500) - UE Santa Coloma (6.000) | Voie des champions - 6 champions repêchés du troisième tour de qualification de la Ligue Europa : - FK Panevėžys (11.500) - NK Celje (4.500) - KÍ Klaksvík (10.000) - Lincoln Red Imps (9.000) - The New Saints (8.500) - UE Santa Coloma (6.000) | Voie principale - 7 non-champions repêchés du troisième tour de qualification de la Ligue Europa : - Panathinaïkós (6.305) - Servette FC (9.000) - Cercle Bruges (9.760) - Kryvbass Kryvy Rih (5.600) - Partizan Belgrade (25.500) - Trabzonspor (11.500) - HNK Rijeka (12.000) - Chelsea FC (96.000) 6e d'Angleterre en 2023-2024 - Real Betis (33.000) 7e d'Espagne en 2023-2024 - FC Heidenheim (17.324) 8e d'Allemagne en 2023-2024, - ACF Fiorentina (42.000) 8e d'Italie en 2023-2024 - RC Lens (13.366) 7e de France en 2023-2024 | Voie principale - 7 non-champions repêchés du troisième tour de qualification de la Ligue Europa : - Panathinaïkós (6.305) - Servette FC (9.000) - Cercle Bruges (9.760) - Kryvbass Kryvy Rih (5.600) - Partizan Belgrade (25.500) - Trabzonspor (11.500) - HNK Rijeka (12.000) - Chelsea FC (96.000) 6e d'Angleterre en 2023-2024 - Real Betis (33.000) 7e d'Espagne en 2023-2024 - FC Heidenheim (17.324) 8e d'Allemagne en 2023-2024, - ACF Fiorentina (42.000) 8e d'Italie en 2023-2024 - RC Lens (13.366) 7e de France en 2023-2024 | Voie principale - 7 non-champions repêchés du troisième tour de qualification de la Ligue Europa : - Panathinaïkós (6.305) - Servette FC (9.000) - Cercle Bruges (9.760) - Kryvbass Kryvy Rih (5.600) - Partizan Belgrade (25.500) - Trabzonspor (11.500) - HNK Rijeka (12.000) - Chelsea FC (96.000) 6e d'Angleterre en 2023-2024 - Real Betis (33.000) 7e d'Espagne en 2023-2024 - FC Heidenheim (17.324) 8e d'Allemagne en 2023-2024, - ACF Fiorentina (42.000) 8e d'Italie en 2023-2024 - RC Lens (13.366) 7e de France en 2023-2024 | Voie principale - 7 non-champions repêchés du troisième tour de qualification de la Ligue Europa : - Panathinaïkós (6.305) - Servette FC (9.000) - Cercle Bruges (9.760) - Kryvbass Kryvy Rih (5.600) - Partizan Belgrade (25.500) - Trabzonspor (11.500) - HNK Rijeka (12.000) - Chelsea FC (96.000) 6e d'Angleterre en 2023-2024 - Real Betis (33.000) 7e d'Espagne en 2023-2024 - FC Heidenheim (17.324) 8e d'Allemagne en 2023-2024, - ACF Fiorentina (42.000) 8e d'Italie en 2023-2024 - RC Lens (13.366) 7e de France en 2023-2024 | Voie principale - 7 non-champions repêchés du troisième tour de qualification de la Ligue Europa : - Panathinaïkós (6.305) - Servette FC (9.000) - Cercle Bruges (9.760) - Kryvbass Kryvy Rih (5.600) - Partizan Belgrade (25.500) - Trabzonspor (11.500) - HNK Rijeka (12.000) - Chelsea FC (96.000) 6e d'Angleterre en 2023-2024 - Real Betis (33.000) 7e d'Espagne en 2023-2024 - FC Heidenheim (17.324) 8e d'Allemagne en 2023-2024, - ACF Fiorentina (42.000) 8e d'Italie en 2023-2024 - RC Lens (13.366) 7e de France en 2023-2024 | Voie principale - 7 non-champions repêchés du troisième tour de qualification de la Ligue Europa : - Panathinaïkós (6.305) - Servette FC (9.000) - Cercle Bruges (9.760) - Kryvbass Kryvy Rih (5.600) - Partizan Belgrade (25.500) - Trabzonspor (11.500) - HNK Rijeka (12.000) - Chelsea FC (96.000) 6e d'Angleterre en 2023-2024 - Real Betis (33.000) 7e d'Espagne en 2023-2024 - FC Heidenheim (17.324) 8e d'Allemagne en 2023-2024, - ACF Fiorentina (42.000) 8e d'Italie en 2023-2024 - RC Lens (13.366) 7e de France en 2023-2024 | Voie principale - 7 non-champions repêchés du troisième tour de qualification de la Ligue Europa : - Panathinaïkós (6.305) - Servette FC (9.000) - Cercle Bruges (9.760) - Kryvbass Kryvy Rih (5.600) - Partizan Belgrade (25.500) - Trabzonspor (11.500) - HNK Rijeka (12.000) - Chelsea FC (96.000) 6e d'Angleterre en 2023-2024 - Real Betis (33.000) 7e d'Espagne en 2023-2024 - FC Heidenheim (17.324) 8e d'Allemagne en 2023-2024, - ACF Fiorentina (42.000) 8e d'Italie en 2023-2024 - RC Lens (13.366) 7e de France en 2023-2024 | Voie principale - 7 non-champions repêchés du troisième tour de qualification de la Ligue Europa : - Panathinaïkós (6.305) - Servette FC (9.000) - Cercle Bruges (9.760) - Kryvbass Kryvy Rih (5.600) - Partizan Belgrade (25.500) - Trabzonspor (11.500) - HNK Rijeka (12.000) - Chelsea FC (96.000) 6e d'Angleterre en 2023-2024 - Real Betis (33.000) 7e d'Espagne en 2023-2024 - FC Heidenheim (17.324) 8e d'Allemagne en 2023-2024, - ACF Fiorentina (42.000) 8e d'Italie en 2023-2024 - RC Lens (13.366) 7e de France en 2023-2024 |
| Troisième tour de qualification | | | | | | | | | | | | | | | |
| Voie des champions - 2 champions repêchés du 1er tour de qualification de la Ligue des champions (par tirage au sort), : - HJK Helsinki (11.500) - Larne FC (4.500) | Voie des champions - 2 champions repêchés du 1er tour de qualification de la Ligue des champions (par tirage au sort), : - HJK Helsinki (11.500) - Larne FC (4.500) | Voie des champions - 2 champions repêchés du 1er tour de qualification de la Ligue des champions (par tirage au sort), : - HJK Helsinki (11.500) - Larne FC (4.500) | Voie des champions - 2 champions repêchés du 1er tour de qualification de la Ligue des champions (par tirage au sort), : - HJK Helsinki (11.500) - Larne FC (4.500) | Voie des champions - 2 champions repêchés du 1er tour de qualification de la Ligue des champions (par tirage au sort), : - HJK Helsinki (11.500) - Larne FC (4.500) | Voie des champions - 2 champions repêchés du 1er tour de qualification de la Ligue des champions (par tirage au sort), : - HJK Helsinki (11.500) - Larne FC (4.500) | Voie des champions - 2 champions repêchés du 1er tour de qualification de la Ligue des champions (par tirage au sort), : - HJK Helsinki (11.500) - Larne FC (4.500) | Voie des champions - 2 champions repêchés du 1er tour de qualification de la Ligue des champions (par tirage au sort), : - HJK Helsinki (11.500) - Larne FC (4.500) | Voie principale - 9 non-champions repêchés du deuxième tour de qualification de la Ligue Europa : - FK Vojvodina Novi Sad (5.555) - MFK Ružomberok (7.500) - Wisła Cracovie (5.075) - Kilmarnock FC (7.210) - Silkeborg IF (6.290) - Corvinul Hunedoara (4.375) - Maccabi Petah-Tikva (6.225) - Botev Plovdiv (9.500) - Sheriff Tiraspol (20.000) | Voie principale - 9 non-champions repêchés du deuxième tour de qualification de la Ligue Europa : - FK Vojvodina Novi Sad (5.555) - MFK Ružomberok (7.500) - Wisła Cracovie (5.075) - Kilmarnock FC (7.210) - Silkeborg IF (6.290) - Corvinul Hunedoara (4.375) - Maccabi Petah-Tikva (6.225) - Botev Plovdiv (9.500) - Sheriff Tiraspol (20.000) | Voie principale - 9 non-champions repêchés du deuxième tour de qualification de la Ligue Europa : - FK Vojvodina Novi Sad (5.555) - MFK Ružomberok (7.500) - Wisła Cracovie (5.075) - Kilmarnock FC (7.210) - Silkeborg IF (6.290) - Corvinul Hunedoara (4.375) - Maccabi Petah-Tikva (6.225) - Botev Plovdiv (9.500) - Sheriff Tiraspol (20.000) | Voie principale - 9 non-champions repêchés du deuxième tour de qualification de la Ligue Europa : - FK Vojvodina Novi Sad (5.555) - MFK Ružomberok (7.500) - Wisła Cracovie (5.075) - Kilmarnock FC (7.210) - Silkeborg IF (6.290) - Corvinul Hunedoara (4.375) - Maccabi Petah-Tikva (6.225) - Botev Plovdiv (9.500) - Sheriff Tiraspol (20.000) | Voie principale - 9 non-champions repêchés du deuxième tour de qualification de la Ligue Europa : - FK Vojvodina Novi Sad (5.555) - MFK Ružomberok (7.500) - Wisła Cracovie (5.075) - Kilmarnock FC (7.210) - Silkeborg IF (6.290) - Corvinul Hunedoara (4.375) - Maccabi Petah-Tikva (6.225) - Botev Plovdiv (9.500) - Sheriff Tiraspol (20.000) | Voie principale - 9 non-champions repêchés du deuxième tour de qualification de la Ligue Europa : - FK Vojvodina Novi Sad (5.555) - MFK Ružomberok (7.500) - Wisła Cracovie (5.075) - Kilmarnock FC (7.210) - Silkeborg IF (6.290) - Corvinul Hunedoara (4.375) - Maccabi Petah-Tikva (6.225) - Botev Plovdiv (9.500) - Sheriff Tiraspol (20.000) | Voie principale - 9 non-champions repêchés du deuxième tour de qualification de la Ligue Europa : - FK Vojvodina Novi Sad (5.555) - MFK Ružomberok (7.500) - Wisła Cracovie (5.075) - Kilmarnock FC (7.210) - Silkeborg IF (6.290) - Corvinul Hunedoara (4.375) - Maccabi Petah-Tikva (6.225) - Botev Plovdiv (9.500) - Sheriff Tiraspol (20.000) | Voie principale - 9 non-champions repêchés du deuxième tour de qualification de la Ligue Europa : - FK Vojvodina Novi Sad (5.555) - MFK Ružomberok (7.500) - Wisła Cracovie (5.075) - Kilmarnock FC (7.210) - Silkeborg IF (6.290) - Corvinul Hunedoara (4.375) - Maccabi Petah-Tikva (6.225) - Botev Plovdiv (9.500) - Sheriff Tiraspol (20.000) |
| Deuxième tour de qualification | | | | | | | | | | | | | | | |
| Voie des champions - 12 champions repêchés du 1er tour de qualification de la Ligue des champions : - FC Struga (3.500) - Dinamo Batoumi (5.500) - Flora Tallinn (11.000) - SS Virtus (0.366) - FC Differdange 03 (3.500) - Víkingur Reykjavik (4.000) - Hamrun Spartans (4.500) - FK Dečić Tuzi (2.000) - FC Pyunik (8.000) - Ordabasy Chimkent (4.000) - KF Ballkani (6.000) - KF Egnatia Rrogozhinë (1.475) | Voie des champions - 12 champions repêchés du 1er tour de qualification de la Ligue des champions : - FC Struga (3.500) - Dinamo Batoumi (5.500) - Flora Tallinn (11.000) - SS Virtus (0.366) - FC Differdange 03 (3.500) - Víkingur Reykjavik (4.000) - Hamrun Spartans (4.500) - FK Dečić Tuzi (2.000) - FC Pyunik (8.000) - Ordabasy Chimkent (4.000) - KF Ballkani (6.000) - KF Egnatia Rrogozhinë (1.475) | Voie des champions - 12 champions repêchés du 1er tour de qualification de la Ligue des champions : - FC Struga (3.500) - Dinamo Batoumi (5.500) - Flora Tallinn (11.000) - SS Virtus (0.366) - FC Differdange 03 (3.500) - Víkingur Reykjavik (4.000) - Hamrun Spartans (4.500) - FK Dečić Tuzi (2.000) - FC Pyunik (8.000) - Ordabasy Chimkent (4.000) - KF Ballkani (6.000) - KF Egnatia Rrogozhinë (1.475) | Voie des champions - 12 champions repêchés du 1er tour de qualification de la Ligue des champions : - FC Struga (3.500) - Dinamo Batoumi (5.500) - Flora Tallinn (11.000) - SS Virtus (0.366) - FC Differdange 03 (3.500) - Víkingur Reykjavik (4.000) - Hamrun Spartans (4.500) - FK Dečić Tuzi (2.000) - FC Pyunik (8.000) - Ordabasy Chimkent (4.000) - KF Ballkani (6.000) - KF Egnatia Rrogozhinë (1.475) | Voie des champions - 12 champions repêchés du 1er tour de qualification de la Ligue des champions : - FC Struga (3.500) - Dinamo Batoumi (5.500) - Flora Tallinn (11.000) - SS Virtus (0.366) - FC Differdange 03 (3.500) - Víkingur Reykjavik (4.000) - Hamrun Spartans (4.500) - FK Dečić Tuzi (2.000) - FC Pyunik (8.000) - Ordabasy Chimkent (4.000) - KF Ballkani (6.000) - KF Egnatia Rrogozhinë (1.475) | Voie des champions - 12 champions repêchés du 1er tour de qualification de la Ligue des champions : - FC Struga (3.500) - Dinamo Batoumi (5.500) - Flora Tallinn (11.000) - SS Virtus (0.366) - FC Differdange 03 (3.500) - Víkingur Reykjavik (4.000) - Hamrun Spartans (4.500) - FK Dečić Tuzi (2.000) - FC Pyunik (8.000) - Ordabasy Chimkent (4.000) - KF Ballkani (6.000) - KF Egnatia Rrogozhinë (1.475) | Voie des champions - 12 champions repêchés du 1er tour de qualification de la Ligue des champions : - FC Struga (3.500) - Dinamo Batoumi (5.500) - Flora Tallinn (11.000) - SS Virtus (0.366) - FC Differdange 03 (3.500) - Víkingur Reykjavik (4.000) - Hamrun Spartans (4.500) - FK Dečić Tuzi (2.000) - FC Pyunik (8.000) - Ordabasy Chimkent (4.000) - KF Ballkani (6.000) - KF Egnatia Rrogozhinë (1.475) | Voie des champions - 12 champions repêchés du 1er tour de qualification de la Ligue des champions : - FC Struga (3.500) - Dinamo Batoumi (5.500) - Flora Tallinn (11.000) - SS Virtus (0.366) - FC Differdange 03 (3.500) - Víkingur Reykjavik (4.000) - Hamrun Spartans (4.500) - FK Dečić Tuzi (2.000) - FC Pyunik (8.000) - Ordabasy Chimkent (4.000) - KF Ballkani (6.000) - KF Egnatia Rrogozhinë (1.475) | Voie principale - 6 non-champions repêchés du premier tour de qualification de la Ligue Europa : - Zira FK (4.025) - NK Maribor (9.500) - Tobol Kostanaï (7.500) - KF Llapi Podujeve (2.308) - Paksi FC (4.375) - Paphos FC (4.420) - Go Ahead Eagles (12.260) Vainqueur des barrages des Pays-Bas en 2023-2024 - Vitória Guimarães (11.263) 5e du Portugal en 2023-2024 - KAA La Gantoise (45.000) Vainqueur des barrages de Belgique en 2023-2024 - St Mirren FC (7.210) 5e d'Écosse en 2023-2024 - Austria Vienne (8.000) Vainqueur des barrages d'Autriche en 2023-2024 - FK Radnički 1923 (5.555) 5e de Serbie en 2023-2024 - İstanbul Başakşehir FK (29.000) 4e de Turquie en 2023-2024 - FC Zurich (6.595) 4e de Suisse en 2023-2024 - FC Saint-Gall (6.595) 5e de Suisse en 2023-2024 - SK Dnipro-1 (10.500) 4e d'Ukraine en 2023-2024 - FK Polissia Jytomyr (5.600) 5e d'Ukraine en 2023-2024 - Baník Ostrava (7.210) 4e de Tchéquie en 2023-2024 - FK Mladá Boleslav (7.210) Vainqueur des barrages de Tchéquie en 2023-2024 - SK Brann (6.325) 2e de Norvège en 2023 - Tromsø IL (6.325) 3e de Norvège en 2023 - Brøndby IF (7.000) 2e du Danemark en 2023-2024 - FC Copenhague (51.500) Vainqueur des barrages du Danemark en 2023-2024 - Hajduk Split (9.000) 3e de Croatie en 2023-2024 - NK Osijek (8.500) 4e de Croatie en 2023-2024 - AEK Athènes (10.000) 2e de Grèce en 2023-2024 - Olympiakós (48.000) 3e de Grèce en 2023-2024 - Maccabi Haïfa (18.000) 2e d'Israël en 2023-2024 - Hapoël Beer-Sheva (17.000) 3e d'Israël en 2023-2024 - AEK Larnaca (8.000) 2e de Chypre en 2023-2024 - Omónia Nicosie (12.000) 3e de Chypre en 2023-2024 - BK Häcken (6.000) 3e de Suède en 2023 - Djurgårdens IF (16.500) 4e de Suède en 2023 - Śląsk Wrocław (5.075) 2e de Pologne en 2023-2024 - Legia Varsovie (18.000) 3e de Pologne en 2023-2024 - Puskás Akadémia FC (4.375) 3e de Hongrie en 2023-2024 - Fehérvár FC (7.500) 4e de Hongrie en 2023-2024 - CFR Cluj (26.500) 2e de Roumanie en 2023-2024 - Universitatea Craiova (7.000) Vainqueur des barrages de Roumanie en 2023-2024 - Tcherno More Varna (4.075) 2e de Bulgarie en 2023-2024 - FK CSKA 1948 Sofia (4.075) Vainqueur des barrages de Bulgarie en 2023-2024 - DAC Dunajská Streda (8.000) 2e de Slovaquie en 2023-2024 - Spartak Trnava (8.000) 3e de Slovaquie en 2023-2024 - Sabah FC (4.025) 3e d'Azerbaïdjan en 2023-2024 - FK Sumgayit (4.025) 4e d'Azerbaïdjan en 2023-2024 - FK Astana (11.000) 2e du Kazakhstan en 2023 - NK Olimpija Ljubljana (10.500) 3e de Slovénie en 2023-2024 - FC Zimbru Chișinău (2.625) 3e de Moldavie en 2023-2024 - KF Drita (6.500) 3e du Kosovo en 2023-2024 - FC Vaduz (8.000) Vainqueur de la Coupe du Liechtenstein 2023-2024 - Riga FC (11.000) Vainqueur de la Coupe de Lettonie 2023 - St. Patrick's Athletic (4.000) Vainqueur de la Coupe d'Irlande 2023 - FC Ilves (2.225) Vainqueur de la Coupe de Finlande 2023 - FK Transinvest (1.700) Vainqueur de la Coupe de Lituanie 2023 - FC Ararat-Armenia (8.000) Vainqueur de la Coupe d'Arménie 2023-2024 - Nioman Hrodna (2.000) Vainqueur de la Coupe de Biélorussie 2023-2024 - HŠK Zrinjski Mostar (9.500) Vainqueur de la Coupe de Bosnie-Herzégovine 2023-2024 - Progrès Niederkorn (4.500) Vainqueur de la Coupe du Luxembourg 2023-2024 - HB Tórshavn (6.000) Vainqueur de la Coupe des Îles Féroé 2023 - Cliftonville FC (2.000) Vainqueur de la Coupe d'Irlande du Nord 2023-2024 - Sliema Wanderers (1.650) Vainqueur de la Coupe de Malte 2023-2024 - FC Iberia 1999 (4.500) Vainqueur de la Coupe de Géorgie 2023 | Voie principale - 6 non-champions repêchés du premier tour de qualification de la Ligue Europa : - Zira FK (4.025) - NK Maribor (9.500) - Tobol Kostanaï (7.500) - KF Llapi Podujeve (2.308) - Paksi FC (4.375) - Paphos FC (4.420) - Go Ahead Eagles (12.260) Vainqueur des barrages des Pays-Bas en 2023-2024 - Vitória Guimarães (11.263) 5e du Portugal en 2023-2024 - KAA La Gantoise (45.000) Vainqueur des barrages de Belgique en 2023-2024 - St Mirren FC (7.210) 5e d'Écosse en 2023-2024 - Austria Vienne (8.000) Vainqueur des barrages d'Autriche en 2023-2024 - FK Radnički 1923 (5.555) 5e de Serbie en 2023-2024 - İstanbul Başakşehir FK (29.000) 4e de Turquie en 2023-2024 - FC Zurich (6.595) 4e de Suisse en 2023-2024 - FC Saint-Gall (6.595) 5e de Suisse en 2023-2024 - SK Dnipro-1 (10.500) 4e d'Ukraine en 2023-2024 - FK Polissia Jytomyr (5.600) 5e d'Ukraine en 2023-2024 - Baník Ostrava (7.210) 4e de Tchéquie en 2023-2024 - FK Mladá Boleslav (7.210) Vainqueur des barrages de Tchéquie en 2023-2024 - SK Brann (6.325) 2e de Norvège en 2023 - Tromsø IL (6.325) 3e de Norvège en 2023 - Brøndby IF (7.000) 2e du Danemark en 2023-2024 - FC Copenhague (51.500) Vainqueur des barrages du Danemark en 2023-2024 - Hajduk Split (9.000) 3e de Croatie en 2023-2024 - NK Osijek (8.500) 4e de Croatie en 2023-2024 - AEK Athènes (10.000) 2e de Grèce en 2023-2024 - Olympiakós (48.000) 3e de Grèce en 2023-2024 - Maccabi Haïfa (18.000) 2e d'Israël en 2023-2024 - Hapoël Beer-Sheva (17.000) 3e d'Israël en 2023-2024 - AEK Larnaca (8.000) 2e de Chypre en 2023-2024 - Omónia Nicosie (12.000) 3e de Chypre en 2023-2024 - BK Häcken (6.000) 3e de Suède en 2023 - Djurgårdens IF (16.500) 4e de Suède en 2023 - Śląsk Wrocław (5.075) 2e de Pologne en 2023-2024 - Legia Varsovie (18.000) 3e de Pologne en 2023-2024 - Puskás Akadémia FC (4.375) 3e de Hongrie en 2023-2024 - Fehérvár FC (7.500) 4e de Hongrie en 2023-2024 - CFR Cluj (26.500) 2e de Roumanie en 2023-2024 - Universitatea Craiova (7.000) Vainqueur des barrages de Roumanie en 2023-2024 - Tcherno More Varna (4.075) 2e de Bulgarie en 2023-2024 - FK CSKA 1948 Sofia (4.075) Vainqueur des barrages de Bulgarie en 2023-2024 - DAC Dunajská Streda (8.000) 2e de Slovaquie en 2023-2024 - Spartak Trnava (8.000) 3e de Slovaquie en 2023-2024 - Sabah FC (4.025) 3e d'Azerbaïdjan en 2023-2024 - FK Sumgayit (4.025) 4e d'Azerbaïdjan en 2023-2024 - FK Astana (11.000) 2e du Kazakhstan en 2023 - NK Olimpija Ljubljana (10.500) 3e de Slovénie en 2023-2024 - FC Zimbru Chișinău (2.625) 3e de Moldavie en 2023-2024 - KF Drita (6.500) 3e du Kosovo en 2023-2024 - FC Vaduz (8.000) Vainqueur de la Coupe du Liechtenstein 2023-2024 - Riga FC (11.000) Vainqueur de la Coupe de Lettonie 2023 - St. Patrick's Athletic (4.000) Vainqueur de la Coupe d'Irlande 2023 - FC Ilves (2.225) Vainqueur de la Coupe de Finlande 2023 - FK Transinvest (1.700) Vainqueur de la Coupe de Lituanie 2023 - FC Ararat-Armenia (8.000) Vainqueur de la Coupe d'Arménie 2023-2024 - Nioman Hrodna (2.000) Vainqueur de la Coupe de Biélorussie 2023-2024 - HŠK Zrinjski Mostar (9.500) Vainqueur de la Coupe de Bosnie-Herzégovine 2023-2024 - Progrès Niederkorn (4.500) Vainqueur de la Coupe du Luxembourg 2023-2024 - HB Tórshavn (6.000) Vainqueur de la Coupe des Îles Féroé 2023 - Cliftonville FC (2.000) Vainqueur de la Coupe d'Irlande du Nord 2023-2024 - Sliema Wanderers (1.650) Vainqueur de la Coupe de Malte 2023-2024 - FC Iberia 1999 (4.500) Vainqueur de la Coupe de Géorgie 2023 | Voie principale - 6 non-champions repêchés du premier tour de qualification de la Ligue Europa : - Zira FK (4.025) - NK Maribor (9.500) - Tobol Kostanaï (7.500) - KF Llapi Podujeve (2.308) - Paksi FC (4.375) - Paphos FC (4.420) - Go Ahead Eagles (12.260) Vainqueur des barrages des Pays-Bas en 2023-2024 - Vitória Guimarães (11.263) 5e du Portugal en 2023-2024 - KAA La Gantoise (45.000) Vainqueur des barrages de Belgique en 2023-2024 - St Mirren FC (7.210) 5e d'Écosse en 2023-2024 - Austria Vienne (8.000) Vainqueur des barrages d'Autriche en 2023-2024 - FK Radnički 1923 (5.555) 5e de Serbie en 2023-2024 - İstanbul Başakşehir FK (29.000) 4e de Turquie en 2023-2024 - FC Zurich (6.595) 4e de Suisse en 2023-2024 - FC Saint-Gall (6.595) 5e de Suisse en 2023-2024 - SK Dnipro-1 (10.500) 4e d'Ukraine en 2023-2024 - FK Polissia Jytomyr (5.600) 5e d'Ukraine en 2023-2024 - Baník Ostrava (7.210) 4e de Tchéquie en 2023-2024 - FK Mladá Boleslav (7.210) Vainqueur des barrages de Tchéquie en 2023-2024 - SK Brann (6.325) 2e de Norvège en 2023 - Tromsø IL (6.325) 3e de Norvège en 2023 - Brøndby IF (7.000) 2e du Danemark en 2023-2024 - FC Copenhague (51.500) Vainqueur des barrages du Danemark en 2023-2024 - Hajduk Split (9.000) 3e de Croatie en 2023-2024 - NK Osijek (8.500) 4e de Croatie en 2023-2024 - AEK Athènes (10.000) 2e de Grèce en 2023-2024 - Olympiakós (48.000) 3e de Grèce en 2023-2024 - Maccabi Haïfa (18.000) 2e d'Israël en 2023-2024 - Hapoël Beer-Sheva (17.000) 3e d'Israël en 2023-2024 - AEK Larnaca (8.000) 2e de Chypre en 2023-2024 - Omónia Nicosie (12.000) 3e de Chypre en 2023-2024 - BK Häcken (6.000) 3e de Suède en 2023 - Djurgårdens IF (16.500) 4e de Suède en 2023 - Śląsk Wrocław (5.075) 2e de Pologne en 2023-2024 - Legia Varsovie (18.000) 3e de Pologne en 2023-2024 - Puskás Akadémia FC (4.375) 3e de Hongrie en 2023-2024 - Fehérvár FC (7.500) 4e de Hongrie en 2023-2024 - CFR Cluj (26.500) 2e de Roumanie en 2023-2024 - Universitatea Craiova (7.000) Vainqueur des barrages de Roumanie en 2023-2024 - Tcherno More Varna (4.075) 2e de Bulgarie en 2023-2024 - FK CSKA 1948 Sofia (4.075) Vainqueur des barrages de Bulgarie en 2023-2024 - DAC Dunajská Streda (8.000) 2e de Slovaquie en 2023-2024 - Spartak Trnava (8.000) 3e de Slovaquie en 2023-2024 - Sabah FC (4.025) 3e d'Azerbaïdjan en 2023-2024 - FK Sumgayit (4.025) 4e d'Azerbaïdjan en 2023-2024 - FK Astana (11.000) 2e du Kazakhstan en 2023 - NK Olimpija Ljubljana (10.500) 3e de Slovénie en 2023-2024 - FC Zimbru Chișinău (2.625) 3e de Moldavie en 2023-2024 - KF Drita (6.500) 3e du Kosovo en 2023-2024 - FC Vaduz (8.000) Vainqueur de la Coupe du Liechtenstein 2023-2024 - Riga FC (11.000) Vainqueur de la Coupe de Lettonie 2023 - St. Patrick's Athletic (4.000) Vainqueur de la Coupe d'Irlande 2023 - FC Ilves (2.225) Vainqueur de la Coupe de Finlande 2023 - FK Transinvest (1.700) Vainqueur de la Coupe de Lituanie 2023 - FC Ararat-Armenia (8.000) Vainqueur de la Coupe d'Arménie 2023-2024 - Nioman Hrodna (2.000) Vainqueur de la Coupe de Biélorussie 2023-2024 - HŠK Zrinjski Mostar (9.500) Vainqueur de la Coupe de Bosnie-Herzégovine 2023-2024 - Progrès Niederkorn (4.500) Vainqueur de la Coupe du Luxembourg 2023-2024 - HB Tórshavn (6.000) Vainqueur de la Coupe des Îles Féroé 2023 - Cliftonville FC (2.000) Vainqueur de la Coupe d'Irlande du Nord 2023-2024 - Sliema Wanderers (1.650) Vainqueur de la Coupe de Malte 2023-2024 - FC Iberia 1999 (4.500) Vainqueur de la Coupe de Géorgie 2023 | Voie principale - 6 non-champions repêchés du premier tour de qualification de la Ligue Europa : - Zira FK (4.025) - NK Maribor (9.500) - Tobol Kostanaï (7.500) - KF Llapi Podujeve (2.308) - Paksi FC (4.375) - Paphos FC (4.420) - Go Ahead Eagles (12.260) Vainqueur des barrages des Pays-Bas en 2023-2024 - Vitória Guimarães (11.263) 5e du Portugal en 2023-2024 - KAA La Gantoise (45.000) Vainqueur des barrages de Belgique en 2023-2024 - St Mirren FC (7.210) 5e d'Écosse en 2023-2024 - Austria Vienne (8.000) Vainqueur des barrages d'Autriche en 2023-2024 - FK Radnički 1923 (5.555) 5e de Serbie en 2023-2024 - İstanbul Başakşehir FK (29.000) 4e de Turquie en 2023-2024 - FC Zurich (6.595) 4e de Suisse en 2023-2024 - FC Saint-Gall (6.595) 5e de Suisse en 2023-2024 - SK Dnipro-1 (10.500) 4e d'Ukraine en 2023-2024 - FK Polissia Jytomyr (5.600) 5e d'Ukraine en 2023-2024 - Baník Ostrava (7.210) 4e de Tchéquie en 2023-2024 - FK Mladá Boleslav (7.210) Vainqueur des barrages de Tchéquie en 2023-2024 - SK Brann (6.325) 2e de Norvège en 2023 - Tromsø IL (6.325) 3e de Norvège en 2023 - Brøndby IF (7.000) 2e du Danemark en 2023-2024 - FC Copenhague (51.500) Vainqueur des barrages du Danemark en 2023-2024 - Hajduk Split (9.000) 3e de Croatie en 2023-2024 - NK Osijek (8.500) 4e de Croatie en 2023-2024 - AEK Athènes (10.000) 2e de Grèce en 2023-2024 - Olympiakós (48.000) 3e de Grèce en 2023-2024 - Maccabi Haïfa (18.000) 2e d'Israël en 2023-2024 - Hapoël Beer-Sheva (17.000) 3e d'Israël en 2023-2024 - AEK Larnaca (8.000) 2e de Chypre en 2023-2024 - Omónia Nicosie (12.000) 3e de Chypre en 2023-2024 - BK Häcken (6.000) 3e de Suède en 2023 - Djurgårdens IF (16.500) 4e de Suède en 2023 - Śląsk Wrocław (5.075) 2e de Pologne en 2023-2024 - Legia Varsovie (18.000) 3e de Pologne en 2023-2024 - Puskás Akadémia FC (4.375) 3e de Hongrie en 2023-2024 - Fehérvár FC (7.500) 4e de Hongrie en 2023-2024 - CFR Cluj (26.500) 2e de Roumanie en 2023-2024 - Universitatea Craiova (7.000) Vainqueur des barrages de Roumanie en 2023-2024 - Tcherno More Varna (4.075) 2e de Bulgarie en 2023-2024 - FK CSKA 1948 Sofia (4.075) Vainqueur des barrages de Bulgarie en 2023-2024 - DAC Dunajská Streda (8.000) 2e de Slovaquie en 2023-2024 - Spartak Trnava (8.000) 3e de Slovaquie en 2023-2024 - Sabah FC (4.025) 3e d'Azerbaïdjan en 2023-2024 - FK Sumgayit (4.025) 4e d'Azerbaïdjan en 2023-2024 - FK Astana (11.000) 2e du Kazakhstan en 2023 - NK Olimpija Ljubljana (10.500) 3e de Slovénie en 2023-2024 - FC Zimbru Chișinău (2.625) 3e de Moldavie en 2023-2024 - KF Drita (6.500) 3e du Kosovo en 2023-2024 - FC Vaduz (8.000) Vainqueur de la Coupe du Liechtenstein 2023-2024 - Riga FC (11.000) Vainqueur de la Coupe de Lettonie 2023 - St. Patrick's Athletic (4.000) Vainqueur de la Coupe d'Irlande 2023 - FC Ilves (2.225) Vainqueur de la Coupe de Finlande 2023 - FK Transinvest (1.700) Vainqueur de la Coupe de Lituanie 2023 - FC Ararat-Armenia (8.000) Vainqueur de la Coupe d'Arménie 2023-2024 - Nioman Hrodna (2.000) Vainqueur de la Coupe de Biélorussie 2023-2024 - HŠK Zrinjski Mostar (9.500) Vainqueur de la Coupe de Bosnie-Herzégovine 2023-2024 - Progrès Niederkorn (4.500) Vainqueur de la Coupe du Luxembourg 2023-2024 - HB Tórshavn (6.000) Vainqueur de la Coupe des Îles Féroé 2023 - Cliftonville FC (2.000) Vainqueur de la Coupe d'Irlande du Nord 2023-2024 - Sliema Wanderers (1.650) Vainqueur de la Coupe de Malte 2023-2024 - FC Iberia 1999 (4.500) Vainqueur de la Coupe de Géorgie 2023 | Voie principale - 6 non-champions repêchés du premier tour de qualification de la Ligue Europa : - Zira FK (4.025) - NK Maribor (9.500) - Tobol Kostanaï (7.500) - KF Llapi Podujeve (2.308) - Paksi FC (4.375) - Paphos FC (4.420) - Go Ahead Eagles (12.260) Vainqueur des barrages des Pays-Bas en 2023-2024 - Vitória Guimarães (11.263) 5e du Portugal en 2023-2024 - KAA La Gantoise (45.000) Vainqueur des barrages de Belgique en 2023-2024 - St Mirren FC (7.210) 5e d'Écosse en 2023-2024 - Austria Vienne (8.000) Vainqueur des barrages d'Autriche en 2023-2024 - FK Radnički 1923 (5.555) 5e de Serbie en 2023-2024 - İstanbul Başakşehir FK (29.000) 4e de Turquie en 2023-2024 - FC Zurich (6.595) 4e de Suisse en 2023-2024 - FC Saint-Gall (6.595) 5e de Suisse en 2023-2024 - SK Dnipro-1 (10.500) 4e d'Ukraine en 2023-2024 - FK Polissia Jytomyr (5.600) 5e d'Ukraine en 2023-2024 - Baník Ostrava (7.210) 4e de Tchéquie en 2023-2024 - FK Mladá Boleslav (7.210) Vainqueur des barrages de Tchéquie en 2023-2024 - SK Brann (6.325) 2e de Norvège en 2023 - Tromsø IL (6.325) 3e de Norvège en 2023 - Brøndby IF (7.000) 2e du Danemark en 2023-2024 - FC Copenhague (51.500) Vainqueur des barrages du Danemark en 2023-2024 - Hajduk Split (9.000) 3e de Croatie en 2023-2024 - NK Osijek (8.500) 4e de Croatie en 2023-2024 - AEK Athènes (10.000) 2e de Grèce en 2023-2024 - Olympiakós (48.000) 3e de Grèce en 2023-2024 - Maccabi Haïfa (18.000) 2e d'Israël en 2023-2024 - Hapoël Beer-Sheva (17.000) 3e d'Israël en 2023-2024 - AEK Larnaca (8.000) 2e de Chypre en 2023-2024 - Omónia Nicosie (12.000) 3e de Chypre en 2023-2024 - BK Häcken (6.000) 3e de Suède en 2023 - Djurgårdens IF (16.500) 4e de Suède en 2023 - Śląsk Wrocław (5.075) 2e de Pologne en 2023-2024 - Legia Varsovie (18.000) 3e de Pologne en 2023-2024 - Puskás Akadémia FC (4.375) 3e de Hongrie en 2023-2024 - Fehérvár FC (7.500) 4e de Hongrie en 2023-2024 - CFR Cluj (26.500) 2e de Roumanie en 2023-2024 - Universitatea Craiova (7.000) Vainqueur des barrages de Roumanie en 2023-2024 - Tcherno More Varna (4.075) 2e de Bulgarie en 2023-2024 - FK CSKA 1948 Sofia (4.075) Vainqueur des barrages de Bulgarie en 2023-2024 - DAC Dunajská Streda (8.000) 2e de Slovaquie en 2023-2024 - Spartak Trnava (8.000) 3e de Slovaquie en 2023-2024 - Sabah FC (4.025) 3e d'Azerbaïdjan en 2023-2024 - FK Sumgayit (4.025) 4e d'Azerbaïdjan en 2023-2024 - FK Astana (11.000) 2e du Kazakhstan en 2023 - NK Olimpija Ljubljana (10.500) 3e de Slovénie en 2023-2024 - FC Zimbru Chișinău (2.625) 3e de Moldavie en 2023-2024 - KF Drita (6.500) 3e du Kosovo en 2023-2024 - FC Vaduz (8.000) Vainqueur de la Coupe du Liechtenstein 2023-2024 - Riga FC (11.000) Vainqueur de la Coupe de Lettonie 2023 - St. Patrick's Athletic (4.000) Vainqueur de la Coupe d'Irlande 2023 - FC Ilves (2.225) Vainqueur de la Coupe de Finlande 2023 - FK Transinvest (1.700) Vainqueur de la Coupe de Lituanie 2023 - FC Ararat-Armenia (8.000) Vainqueur de la Coupe d'Arménie 2023-2024 - Nioman Hrodna (2.000) Vainqueur de la Coupe de Biélorussie 2023-2024 - HŠK Zrinjski Mostar (9.500) Vainqueur de la Coupe de Bosnie-Herzégovine 2023-2024 - Progrès Niederkorn (4.500) Vainqueur de la Coupe du Luxembourg 2023-2024 - HB Tórshavn (6.000) Vainqueur de la Coupe des Îles Féroé 2023 - Cliftonville FC (2.000) Vainqueur de la Coupe d'Irlande du Nord 2023-2024 - Sliema Wanderers (1.650) Vainqueur de la Coupe de Malte 2023-2024 - FC Iberia 1999 (4.500) Vainqueur de la Coupe de Géorgie 2023 | Voie principale - 6 non-champions repêchés du premier tour de qualification de la Ligue Europa : - Zira FK (4.025) - NK Maribor (9.500) - Tobol Kostanaï (7.500) - KF Llapi Podujeve (2.308) - Paksi FC (4.375) - Paphos FC (4.420) - Go Ahead Eagles (12.260) Vainqueur des barrages des Pays-Bas en 2023-2024 - Vitória Guimarães (11.263) 5e du Portugal en 2023-2024 - KAA La Gantoise (45.000) Vainqueur des barrages de Belgique en 2023-2024 - St Mirren FC (7.210) 5e d'Écosse en 2023-2024 - Austria Vienne (8.000) Vainqueur des barrages d'Autriche en 2023-2024 - FK Radnički 1923 (5.555) 5e de Serbie en 2023-2024 - İstanbul Başakşehir FK (29.000) 4e de Turquie en 2023-2024 - FC Zurich (6.595) 4e de Suisse en 2023-2024 - FC Saint-Gall (6.595) 5e de Suisse en 2023-2024 - SK Dnipro-1 (10.500) 4e d'Ukraine en 2023-2024 - FK Polissia Jytomyr (5.600) 5e d'Ukraine en 2023-2024 - Baník Ostrava (7.210) 4e de Tchéquie en 2023-2024 - FK Mladá Boleslav (7.210) Vainqueur des barrages de Tchéquie en 2023-2024 - SK Brann (6.325) 2e de Norvège en 2023 - Tromsø IL (6.325) 3e de Norvège en 2023 - Brøndby IF (7.000) 2e du Danemark en 2023-2024 - FC Copenhague (51.500) Vainqueur des barrages du Danemark en 2023-2024 - Hajduk Split (9.000) 3e de Croatie en 2023-2024 - NK Osijek (8.500) 4e de Croatie en 2023-2024 - AEK Athènes (10.000) 2e de Grèce en 2023-2024 - Olympiakós (48.000) 3e de Grèce en 2023-2024 - Maccabi Haïfa (18.000) 2e d'Israël en 2023-2024 - Hapoël Beer-Sheva (17.000) 3e d'Israël en 2023-2024 - AEK Larnaca (8.000) 2e de Chypre en 2023-2024 - Omónia Nicosie (12.000) 3e de Chypre en 2023-2024 - BK Häcken (6.000) 3e de Suède en 2023 - Djurgårdens IF (16.500) 4e de Suède en 2023 - Śląsk Wrocław (5.075) 2e de Pologne en 2023-2024 - Legia Varsovie (18.000) 3e de Pologne en 2023-2024 - Puskás Akadémia FC (4.375) 3e de Hongrie en 2023-2024 - Fehérvár FC (7.500) 4e de Hongrie en 2023-2024 - CFR Cluj (26.500) 2e de Roumanie en 2023-2024 - Universitatea Craiova (7.000) Vainqueur des barrages de Roumanie en 2023-2024 - Tcherno More Varna (4.075) 2e de Bulgarie en 2023-2024 - FK CSKA 1948 Sofia (4.075) Vainqueur des barrages de Bulgarie en 2023-2024 - DAC Dunajská Streda (8.000) 2e de Slovaquie en 2023-2024 - Spartak Trnava (8.000) 3e de Slovaquie en 2023-2024 - Sabah FC (4.025) 3e d'Azerbaïdjan en 2023-2024 - FK Sumgayit (4.025) 4e d'Azerbaïdjan en 2023-2024 - FK Astana (11.000) 2e du Kazakhstan en 2023 - NK Olimpija Ljubljana (10.500) 3e de Slovénie en 2023-2024 - FC Zimbru Chișinău (2.625) 3e de Moldavie en 2023-2024 - KF Drita (6.500) 3e du Kosovo en 2023-2024 - FC Vaduz (8.000) Vainqueur de la Coupe du Liechtenstein 2023-2024 - Riga FC (11.000) Vainqueur de la Coupe de Lettonie 2023 - St. Patrick's Athletic (4.000) Vainqueur de la Coupe d'Irlande 2023 - FC Ilves (2.225) Vainqueur de la Coupe de Finlande 2023 - FK Transinvest (1.700) Vainqueur de la Coupe de Lituanie 2023 - FC Ararat-Armenia (8.000) Vainqueur de la Coupe d'Arménie 2023-2024 - Nioman Hrodna (2.000) Vainqueur de la Coupe de Biélorussie 2023-2024 - HŠK Zrinjski Mostar (9.500) Vainqueur de la Coupe de Bosnie-Herzégovine 2023-2024 - Progrès Niederkorn (4.500) Vainqueur de la Coupe du Luxembourg 2023-2024 - HB Tórshavn (6.000) Vainqueur de la Coupe des Îles Féroé 2023 - Cliftonville FC (2.000) Vainqueur de la Coupe d'Irlande du Nord 2023-2024 - Sliema Wanderers (1.650) Vainqueur de la Coupe de Malte 2023-2024 - FC Iberia 1999 (4.500) Vainqueur de la Coupe de Géorgie 2023 | Voie principale - 6 non-champions repêchés du premier tour de qualification de la Ligue Europa : - Zira FK (4.025) - NK Maribor (9.500) - Tobol Kostanaï (7.500) - KF Llapi Podujeve (2.308) - Paksi FC (4.375) - Paphos FC (4.420) - Go Ahead Eagles (12.260) Vainqueur des barrages des Pays-Bas en 2023-2024 - Vitória Guimarães (11.263) 5e du Portugal en 2023-2024 - KAA La Gantoise (45.000) Vainqueur des barrages de Belgique en 2023-2024 - St Mirren FC (7.210) 5e d'Écosse en 2023-2024 - Austria Vienne (8.000) Vainqueur des barrages d'Autriche en 2023-2024 - FK Radnički 1923 (5.555) 5e de Serbie en 2023-2024 - İstanbul Başakşehir FK (29.000) 4e de Turquie en 2023-2024 - FC Zurich (6.595) 4e de Suisse en 2023-2024 - FC Saint-Gall (6.595) 5e de Suisse en 2023-2024 - SK Dnipro-1 (10.500) 4e d'Ukraine en 2023-2024 - FK Polissia Jytomyr (5.600) 5e d'Ukraine en 2023-2024 - Baník Ostrava (7.210) 4e de Tchéquie en 2023-2024 - FK Mladá Boleslav (7.210) Vainqueur des barrages de Tchéquie en 2023-2024 - SK Brann (6.325) 2e de Norvège en 2023 - Tromsø IL (6.325) 3e de Norvège en 2023 - Brøndby IF (7.000) 2e du Danemark en 2023-2024 - FC Copenhague (51.500) Vainqueur des barrages du Danemark en 2023-2024 - Hajduk Split (9.000) 3e de Croatie en 2023-2024 - NK Osijek (8.500) 4e de Croatie en 2023-2024 - AEK Athènes (10.000) 2e de Grèce en 2023-2024 - Olympiakós (48.000) 3e de Grèce en 2023-2024 - Maccabi Haïfa (18.000) 2e d'Israël en 2023-2024 - Hapoël Beer-Sheva (17.000) 3e d'Israël en 2023-2024 - AEK Larnaca (8.000) 2e de Chypre en 2023-2024 - Omónia Nicosie (12.000) 3e de Chypre en 2023-2024 - BK Häcken (6.000) 3e de Suède en 2023 - Djurgårdens IF (16.500) 4e de Suède en 2023 - Śląsk Wrocław (5.075) 2e de Pologne en 2023-2024 - Legia Varsovie (18.000) 3e de Pologne en 2023-2024 - Puskás Akadémia FC (4.375) 3e de Hongrie en 2023-2024 - Fehérvár FC (7.500) 4e de Hongrie en 2023-2024 - CFR Cluj (26.500) 2e de Roumanie en 2023-2024 - Universitatea Craiova (7.000) Vainqueur des barrages de Roumanie en 2023-2024 - Tcherno More Varna (4.075) 2e de Bulgarie en 2023-2024 - FK CSKA 1948 Sofia (4.075) Vainqueur des barrages de Bulgarie en 2023-2024 - DAC Dunajská Streda (8.000) 2e de Slovaquie en 2023-2024 - Spartak Trnava (8.000) 3e de Slovaquie en 2023-2024 - Sabah FC (4.025) 3e d'Azerbaïdjan en 2023-2024 - FK Sumgayit (4.025) 4e d'Azerbaïdjan en 2023-2024 - FK Astana (11.000) 2e du Kazakhstan en 2023 - NK Olimpija Ljubljana (10.500) 3e de Slovénie en 2023-2024 - FC Zimbru Chișinău (2.625) 3e de Moldavie en 2023-2024 - KF Drita (6.500) 3e du Kosovo en 2023-2024 - FC Vaduz (8.000) Vainqueur de la Coupe du Liechtenstein 2023-2024 - Riga FC (11.000) Vainqueur de la Coupe de Lettonie 2023 - St. Patrick's Athletic (4.000) Vainqueur de la Coupe d'Irlande 2023 - FC Ilves (2.225) Vainqueur de la Coupe de Finlande 2023 - FK Transinvest (1.700) Vainqueur de la Coupe de Lituanie 2023 - FC Ararat-Armenia (8.000) Vainqueur de la Coupe d'Arménie 2023-2024 - Nioman Hrodna (2.000) Vainqueur de la Coupe de Biélorussie 2023-2024 - HŠK Zrinjski Mostar (9.500) Vainqueur de la Coupe de Bosnie-Herzégovine 2023-2024 - Progrès Niederkorn (4.500) Vainqueur de la Coupe du Luxembourg 2023-2024 - HB Tórshavn (6.000) Vainqueur de la Coupe des Îles Féroé 2023 - Cliftonville FC (2.000) Vainqueur de la Coupe d'Irlande du Nord 2023-2024 - Sliema Wanderers (1.650) Vainqueur de la Coupe de Malte 2023-2024 - FC Iberia 1999 (4.500) Vainqueur de la Coupe de Géorgie 2023 | Voie principale - 6 non-champions repêchés du premier tour de qualification de la Ligue Europa : - Zira FK (4.025) - NK Maribor (9.500) - Tobol Kostanaï (7.500) - KF Llapi Podujeve (2.308) - Paksi FC (4.375) - Paphos FC (4.420) - Go Ahead Eagles (12.260) Vainqueur des barrages des Pays-Bas en 2023-2024 - Vitória Guimarães (11.263) 5e du Portugal en 2023-2024 - KAA La Gantoise (45.000) Vainqueur des barrages de Belgique en 2023-2024 - St Mirren FC (7.210) 5e d'Écosse en 2023-2024 - Austria Vienne (8.000) Vainqueur des barrages d'Autriche en 2023-2024 - FK Radnički 1923 (5.555) 5e de Serbie en 2023-2024 - İstanbul Başakşehir FK (29.000) 4e de Turquie en 2023-2024 - FC Zurich (6.595) 4e de Suisse en 2023-2024 - FC Saint-Gall (6.595) 5e de Suisse en 2023-2024 - SK Dnipro-1 (10.500) 4e d'Ukraine en 2023-2024 - FK Polissia Jytomyr (5.600) 5e d'Ukraine en 2023-2024 - Baník Ostrava (7.210) 4e de Tchéquie en 2023-2024 - FK Mladá Boleslav (7.210) Vainqueur des barrages de Tchéquie en 2023-2024 - SK Brann (6.325) 2e de Norvège en 2023 - Tromsø IL (6.325) 3e de Norvège en 2023 - Brøndby IF (7.000) 2e du Danemark en 2023-2024 - FC Copenhague (51.500) Vainqueur des barrages du Danemark en 2023-2024 - Hajduk Split (9.000) 3e de Croatie en 2023-2024 - NK Osijek (8.500) 4e de Croatie en 2023-2024 - AEK Athènes (10.000) 2e de Grèce en 2023-2024 - Olympiakós (48.000) 3e de Grèce en 2023-2024 - Maccabi Haïfa (18.000) 2e d'Israël en 2023-2024 - Hapoël Beer-Sheva (17.000) 3e d'Israël en 2023-2024 - AEK Larnaca (8.000) 2e de Chypre en 2023-2024 - Omónia Nicosie (12.000) 3e de Chypre en 2023-2024 - BK Häcken (6.000) 3e de Suède en 2023 - Djurgårdens IF (16.500) 4e de Suède en 2023 - Śląsk Wrocław (5.075) 2e de Pologne en 2023-2024 - Legia Varsovie (18.000) 3e de Pologne en 2023-2024 - Puskás Akadémia FC (4.375) 3e de Hongrie en 2023-2024 - Fehérvár FC (7.500) 4e de Hongrie en 2023-2024 - CFR Cluj (26.500) 2e de Roumanie en 2023-2024 - Universitatea Craiova (7.000) Vainqueur des barrages de Roumanie en 2023-2024 - Tcherno More Varna (4.075) 2e de Bulgarie en 2023-2024 - FK CSKA 1948 Sofia (4.075) Vainqueur des barrages de Bulgarie en 2023-2024 - DAC Dunajská Streda (8.000) 2e de Slovaquie en 2023-2024 - Spartak Trnava (8.000) 3e de Slovaquie en 2023-2024 - Sabah FC (4.025) 3e d'Azerbaïdjan en 2023-2024 - FK Sumgayit (4.025) 4e d'Azerbaïdjan en 2023-2024 - FK Astana (11.000) 2e du Kazakhstan en 2023 - NK Olimpija Ljubljana (10.500) 3e de Slovénie en 2023-2024 - FC Zimbru Chișinău (2.625) 3e de Moldavie en 2023-2024 - KF Drita (6.500) 3e du Kosovo en 2023-2024 - FC Vaduz (8.000) Vainqueur de la Coupe du Liechtenstein 2023-2024 - Riga FC (11.000) Vainqueur de la Coupe de Lettonie 2023 - St. Patrick's Athletic (4.000) Vainqueur de la Coupe d'Irlande 2023 - FC Ilves (2.225) Vainqueur de la Coupe de Finlande 2023 - FK Transinvest (1.700) Vainqueur de la Coupe de Lituanie 2023 - FC Ararat-Armenia (8.000) Vainqueur de la Coupe d'Arménie 2023-2024 - Nioman Hrodna (2.000) Vainqueur de la Coupe de Biélorussie 2023-2024 - HŠK Zrinjski Mostar (9.500) Vainqueur de la Coupe de Bosnie-Herzégovine 2023-2024 - Progrès Niederkorn (4.500) Vainqueur de la Coupe du Luxembourg 2023-2024 - HB Tórshavn (6.000) Vainqueur de la Coupe des Îles Féroé 2023 - Cliftonville FC (2.000) Vainqueur de la Coupe d'Irlande du Nord 2023-2024 - Sliema Wanderers (1.650) Vainqueur de la Coupe de Malte 2023-2024 - FC Iberia 1999 (4.500) Vainqueur de la Coupe de Géorgie 2023 |
| Premier tour de qualification (Voie principale uniquement) | | | | | | | | | | | | | | | |
| - FK Aktobe (2.300) 3e du Kazakhstan en 2023 - NK Bravo (2.650) 4e de Slovénie en 2023-2024 - FC Milsami Orhei (5.000) 4e de Moldavie en 2023-2024 - KF Malisheva (2.308) 4e du Kosovo en 2023-2024 - FK Auda (2.125) 3e de Lettonie en 2023 - FK Liepāja (4.500) 5e de Lettonie en 2023 - Derry City (4.000) 2e d'Irlande en 2023 - Shelbourne FC (2.175) 4e d'Irlande en 2023 - KuPS (10.000) 2e de Finlande en 2023 - VPS Vaasa (2.225) Vainqueur des barrages de Finlande en 2023 - Žalgiris Vilnius (11.500) 2e de Lituanie en 2023 - FA Šiauliai (1.700) 3e de Lituanie en 2023 - FC Noah (2.125) 2e d'Arménie en 2023-2024 - FC Urartu (3.500) 4e d'Arménie en 2023-2024 - Torpedo Jodzina (3.000) 3e de Biélorussie en 2023 - Isloch Minsk Raion (1.325) 4e de Biélorussie en 2023 - FK Velež Mostar (3.500) 3e de Bosnie-Herzégovine en 2023-2024 - FK Sarajevo (6.500) 4e de Bosnie-Herzégovine en 2023-2024 - F91 Dudelange (8.500) 3e du Luxembourg en 2023-2024 - UNA Strassen (1.725) 6e du Luxembourg en 2023-2024 - Víkingur Gøta (2.500) 2e des Îles Féroé en 2023 - B36 Tórshavn (7.000) 4e des Îles Féroé en 2023 - Linfield FC (10.000) 2e d'Irlande du Nord en 2023-2024 - Crusaders FC (4.500) Vainqueur des barrages d'Irlande du Nord en 2023-2024 - Floriana FC (3.000) 2e de Malte en 2023-2024 | - FK Aktobe (2.300) 3e du Kazakhstan en 2023 - NK Bravo (2.650) 4e de Slovénie en 2023-2024 - FC Milsami Orhei (5.000) 4e de Moldavie en 2023-2024 - KF Malisheva (2.308) 4e du Kosovo en 2023-2024 - FK Auda (2.125) 3e de Lettonie en 2023 - FK Liepāja (4.500) 5e de Lettonie en 2023 - Derry City (4.000) 2e d'Irlande en 2023 - Shelbourne FC (2.175) 4e d'Irlande en 2023 - KuPS (10.000) 2e de Finlande en 2023 - VPS Vaasa (2.225) Vainqueur des barrages de Finlande en 2023 - Žalgiris Vilnius (11.500) 2e de Lituanie en 2023 - FA Šiauliai (1.700) 3e de Lituanie en 2023 - FC Noah (2.125) 2e d'Arménie en 2023-2024 - FC Urartu (3.500) 4e d'Arménie en 2023-2024 - Torpedo Jodzina (3.000) 3e de Biélorussie en 2023 - Isloch Minsk Raion (1.325) 4e de Biélorussie en 2023 - FK Velež Mostar (3.500) 3e de Bosnie-Herzégovine en 2023-2024 - FK Sarajevo (6.500) 4e de Bosnie-Herzégovine en 2023-2024 - F91 Dudelange (8.500) 3e du Luxembourg en 2023-2024 - UNA Strassen (1.725) 6e du Luxembourg en 2023-2024 - Víkingur Gøta (2.500) 2e des Îles Féroé en 2023 - B36 Tórshavn (7.000) 4e des Îles Féroé en 2023 - Linfield FC (10.000) 2e d'Irlande du Nord en 2023-2024 - Crusaders FC (4.500) Vainqueur des barrages d'Irlande du Nord en 2023-2024 - Floriana FC (3.000) 2e de Malte en 2023-2024 | - FK Aktobe (2.300) 3e du Kazakhstan en 2023 - NK Bravo (2.650) 4e de Slovénie en 2023-2024 - FC Milsami Orhei (5.000) 4e de Moldavie en 2023-2024 - KF Malisheva (2.308) 4e du Kosovo en 2023-2024 - FK Auda (2.125) 3e de Lettonie en 2023 - FK Liepāja (4.500) 5e de Lettonie en 2023 - Derry City (4.000) 2e d'Irlande en 2023 - Shelbourne FC (2.175) 4e d'Irlande en 2023 - KuPS (10.000) 2e de Finlande en 2023 - VPS Vaasa (2.225) Vainqueur des barrages de Finlande en 2023 - Žalgiris Vilnius (11.500) 2e de Lituanie en 2023 - FA Šiauliai (1.700) 3e de Lituanie en 2023 - FC Noah (2.125) 2e d'Arménie en 2023-2024 - FC Urartu (3.500) 4e d'Arménie en 2023-2024 - Torpedo Jodzina (3.000) 3e de Biélorussie en 2023 - Isloch Minsk Raion (1.325) 4e de Biélorussie en 2023 - FK Velež Mostar (3.500) 3e de Bosnie-Herzégovine en 2023-2024 - FK Sarajevo (6.500) 4e de Bosnie-Herzégovine en 2023-2024 - F91 Dudelange (8.500) 3e du Luxembourg en 2023-2024 - UNA Strassen (1.725) 6e du Luxembourg en 2023-2024 - Víkingur Gøta (2.500) 2e des Îles Féroé en 2023 - B36 Tórshavn (7.000) 4e des Îles Féroé en 2023 - Linfield FC (10.000) 2e d'Irlande du Nord en 2023-2024 - Crusaders FC (4.500) Vainqueur des barrages d'Irlande du Nord en 2023-2024 - Floriana FC (3.000) 2e de Malte en 2023-2024 | - FK Aktobe (2.300) 3e du Kazakhstan en 2023 - NK Bravo (2.650) 4e de Slovénie en 2023-2024 - FC Milsami Orhei (5.000) 4e de Moldavie en 2023-2024 - KF Malisheva (2.308) 4e du Kosovo en 2023-2024 - FK Auda (2.125) 3e de Lettonie en 2023 - FK Liepāja (4.500) 5e de Lettonie en 2023 - Derry City (4.000) 2e d'Irlande en 2023 - Shelbourne FC (2.175) 4e d'Irlande en 2023 - KuPS (10.000) 2e de Finlande en 2023 - VPS Vaasa (2.225) Vainqueur des barrages de Finlande en 2023 - Žalgiris Vilnius (11.500) 2e de Lituanie en 2023 - FA Šiauliai (1.700) 3e de Lituanie en 2023 - FC Noah (2.125) 2e d'Arménie en 2023-2024 - FC Urartu (3.500) 4e d'Arménie en 2023-2024 - Torpedo Jodzina (3.000) 3e de Biélorussie en 2023 - Isloch Minsk Raion (1.325) 4e de Biélorussie en 2023 - FK Velež Mostar (3.500) 3e de Bosnie-Herzégovine en 2023-2024 - FK Sarajevo (6.500) 4e de Bosnie-Herzégovine en 2023-2024 - F91 Dudelange (8.500) 3e du Luxembourg en 2023-2024 - UNA Strassen (1.725) 6e du Luxembourg en 2023-2024 - Víkingur Gøta (2.500) 2e des Îles Féroé en 2023 - B36 Tórshavn (7.000) 4e des Îles Féroé en 2023 - Linfield FC (10.000) 2e d'Irlande du Nord en 2023-2024 - Crusaders FC (4.500) Vainqueur des barrages d'Irlande du Nord en 2023-2024 - Floriana FC (3.000) 2e de Malte en 2023-2024 | - FK Aktobe (2.300) 3e du Kazakhstan en 2023 - NK Bravo (2.650) 4e de Slovénie en 2023-2024 - FC Milsami Orhei (5.000) 4e de Moldavie en 2023-2024 - KF Malisheva (2.308) 4e du Kosovo en 2023-2024 - FK Auda (2.125) 3e de Lettonie en 2023 - FK Liepāja (4.500) 5e de Lettonie en 2023 - Derry City (4.000) 2e d'Irlande en 2023 - Shelbourne FC (2.175) 4e d'Irlande en 2023 - KuPS (10.000) 2e de Finlande en 2023 - VPS Vaasa (2.225) Vainqueur des barrages de Finlande en 2023 - Žalgiris Vilnius (11.500) 2e de Lituanie en 2023 - FA Šiauliai (1.700) 3e de Lituanie en 2023 - FC Noah (2.125) 2e d'Arménie en 2023-2024 - FC Urartu (3.500) 4e d'Arménie en 2023-2024 - Torpedo Jodzina (3.000) 3e de Biélorussie en 2023 - Isloch Minsk Raion (1.325) 4e de Biélorussie en 2023 - FK Velež Mostar (3.500) 3e de Bosnie-Herzégovine en 2023-2024 - FK Sarajevo (6.500) 4e de Bosnie-Herzégovine en 2023-2024 - F91 Dudelange (8.500) 3e du Luxembourg en 2023-2024 - UNA Strassen (1.725) 6e du Luxembourg en 2023-2024 - Víkingur Gøta (2.500) 2e des Îles Féroé en 2023 - B36 Tórshavn (7.000) 4e des Îles Féroé en 2023 - Linfield FC (10.000) 2e d'Irlande du Nord en 2023-2024 - Crusaders FC (4.500) Vainqueur des barrages d'Irlande du Nord en 2023-2024 - Floriana FC (3.000) 2e de Malte en 2023-2024 | - FK Aktobe (2.300) 3e du Kazakhstan en 2023 - NK Bravo (2.650) 4e de Slovénie en 2023-2024 - FC Milsami Orhei (5.000) 4e de Moldavie en 2023-2024 - KF Malisheva (2.308) 4e du Kosovo en 2023-2024 - FK Auda (2.125) 3e de Lettonie en 2023 - FK Liepāja (4.500) 5e de Lettonie en 2023 - Derry City (4.000) 2e d'Irlande en 2023 - Shelbourne FC (2.175) 4e d'Irlande en 2023 - KuPS (10.000) 2e de Finlande en 2023 - VPS Vaasa (2.225) Vainqueur des barrages de Finlande en 2023 - Žalgiris Vilnius (11.500) 2e de Lituanie en 2023 - FA Šiauliai (1.700) 3e de Lituanie en 2023 - FC Noah (2.125) 2e d'Arménie en 2023-2024 - FC Urartu (3.500) 4e d'Arménie en 2023-2024 - Torpedo Jodzina (3.000) 3e de Biélorussie en 2023 - Isloch Minsk Raion (1.325) 4e de Biélorussie en 2023 - FK Velež Mostar (3.500) 3e de Bosnie-Herzégovine en 2023-2024 - FK Sarajevo (6.500) 4e de Bosnie-Herzégovine en 2023-2024 - F91 Dudelange (8.500) 3e du Luxembourg en 2023-2024 - UNA Strassen (1.725) 6e du Luxembourg en 2023-2024 - Víkingur Gøta (2.500) 2e des Îles Féroé en 2023 - B36 Tórshavn (7.000) 4e des Îles Féroé en 2023 - Linfield FC (10.000) 2e d'Irlande du Nord en 2023-2024 - Crusaders FC (4.500) Vainqueur des barrages d'Irlande du Nord en 2023-2024 - Floriana FC (3.000) 2e de Malte en 2023-2024 | - FK Aktobe (2.300) 3e du Kazakhstan en 2023 - NK Bravo (2.650) 4e de Slovénie en 2023-2024 - FC Milsami Orhei (5.000) 4e de Moldavie en 2023-2024 - KF Malisheva (2.308) 4e du Kosovo en 2023-2024 - FK Auda (2.125) 3e de Lettonie en 2023 - FK Liepāja (4.500) 5e de Lettonie en 2023 - Derry City (4.000) 2e d'Irlande en 2023 - Shelbourne FC (2.175) 4e d'Irlande en 2023 - KuPS (10.000) 2e de Finlande en 2023 - VPS Vaasa (2.225) Vainqueur des barrages de Finlande en 2023 - Žalgiris Vilnius (11.500) 2e de Lituanie en 2023 - FA Šiauliai (1.700) 3e de Lituanie en 2023 - FC Noah (2.125) 2e d'Arménie en 2023-2024 - FC Urartu (3.500) 4e d'Arménie en 2023-2024 - Torpedo Jodzina (3.000) 3e de Biélorussie en 2023 - Isloch Minsk Raion (1.325) 4e de Biélorussie en 2023 - FK Velež Mostar (3.500) 3e de Bosnie-Herzégovine en 2023-2024 - FK Sarajevo (6.500) 4e de Bosnie-Herzégovine en 2023-2024 - F91 Dudelange (8.500) 3e du Luxembourg en 2023-2024 - UNA Strassen (1.725) 6e du Luxembourg en 2023-2024 - Víkingur Gøta (2.500) 2e des Îles Féroé en 2023 - B36 Tórshavn (7.000) 4e des Îles Féroé en 2023 - Linfield FC (10.000) 2e d'Irlande du Nord en 2023-2024 - Crusaders FC (4.500) Vainqueur des barrages d'Irlande du Nord en 2023-2024 - Floriana FC (3.000) 2e de Malte en 2023-2024 | - FK Aktobe (2.300) 3e du Kazakhstan en 2023 - NK Bravo (2.650) 4e de Slovénie en 2023-2024 - FC Milsami Orhei (5.000) 4e de Moldavie en 2023-2024 - KF Malisheva (2.308) 4e du Kosovo en 2023-2024 - FK Auda (2.125) 3e de Lettonie en 2023 - FK Liepāja (4.500) 5e de Lettonie en 2023 - Derry City (4.000) 2e d'Irlande en 2023 - Shelbourne FC (2.175) 4e d'Irlande en 2023 - KuPS (10.000) 2e de Finlande en 2023 - VPS Vaasa (2.225) Vainqueur des barrages de Finlande en 2023 - Žalgiris Vilnius (11.500) 2e de Lituanie en 2023 - FA Šiauliai (1.700) 3e de Lituanie en 2023 - FC Noah (2.125) 2e d'Arménie en 2023-2024 - FC Urartu (3.500) 4e d'Arménie en 2023-2024 - Torpedo Jodzina (3.000) 3e de Biélorussie en 2023 - Isloch Minsk Raion (1.325) 4e de Biélorussie en 2023 - FK Velež Mostar (3.500) 3e de Bosnie-Herzégovine en 2023-2024 - FK Sarajevo (6.500) 4e de Bosnie-Herzégovine en 2023-2024 - F91 Dudelange (8.500) 3e du Luxembourg en 2023-2024 - UNA Strassen (1.725) 6e du Luxembourg en 2023-2024 - Víkingur Gøta (2.500) 2e des Îles Féroé en 2023 - B36 Tórshavn (7.000) 4e des Îles Féroé en 2023 - Linfield FC (10.000) 2e d'Irlande du Nord en 2023-2024 - Crusaders FC (4.500) Vainqueur des barrages d'Irlande du Nord en 2023-2024 - Floriana FC (3.000) 2e de Malte en 2023-2024 | - Marsaxlokk FC (1.650) 4e de Malte en 2023-2024 - Dinamo Tbilissi (8.000) 2e de Géorgie en 2023 - Torpedo Koutaïssi (2.500) 3e de Géorgie en 2023 - Levadia Tallinn (6.000) Vainqueur de la Coupe d'Estonie 2023-2024 - Tallinna Kalev (1.441) 3e d'Estonie en 2023 - Paide Linnameeskond (5.000) 4e d'Estonie en 2023 - Valur Reykjavik (3.000) 2e d'Islande en 2023 - UMF Stjarnan (2.500) 3e d'Islande en 2023 - Breiðablik Kópavogur (8.500) 4e d'Islande en 2023 - FK Partizani Tirana (6.500) 2e d'Albanie en 2023-2024 - KF Vllaznia Shkodër (4.000) 4e d'Albanie en 2023-2024 - KF Tirana (5.500) 5e d'Albanie en 2023-2024 - Connah's Quay Nomads (5.500) Vainqueur de la Coupe du pays de Galles 2023-2024 - Bala Town FC (3.500) 3e du pays de Galles en 2023-2024 - Caernarfon Town (1.158) Vainqueur des barrages du pays de Galles en 2023-2024 - Saint Joseph's FC (4.000) 2e de Gibraltar en 2023-2024 - Bruno's Magpies (2.000) 3e de Gibraltar en 2023-2024 - GFK Tikveš (1.200) Vainqueur de la Coupe de Macédoine du Nord 2023-2024 - FK Shkëndija (8.000) 2e de Macédoine du Nord en 2023-2024 - Inter Club d'Escaldes (6.000) 2e d'Andorre en 2023-2024 - Atlètic Club d'Escaldes (2.500) 3e d'Andorre en 2023-2024 - FK Budućnost Podgorica (8.000) Vainqueur de la Coupe du Monténégro 2023-2024 - FK Mornar Bar (1.141) 2e du Monténégro en 2023-2024 - SP La Fiorita (4.500) Vainqueur de la Coupe de Saint-Marin 2023-2024 - SP Tre Penne (5.500) 2e de Saint-Marin en 2023-2024 | - Marsaxlokk FC (1.650) 4e de Malte en 2023-2024 - Dinamo Tbilissi (8.000) 2e de Géorgie en 2023 - Torpedo Koutaïssi (2.500) 3e de Géorgie en 2023 - Levadia Tallinn (6.000) Vainqueur de la Coupe d'Estonie 2023-2024 - Tallinna Kalev (1.441) 3e d'Estonie en 2023 - Paide Linnameeskond (5.000) 4e d'Estonie en 2023 - Valur Reykjavik (3.000) 2e d'Islande en 2023 - UMF Stjarnan (2.500) 3e d'Islande en 2023 - Breiðablik Kópavogur (8.500) 4e d'Islande en 2023 - FK Partizani Tirana (6.500) 2e d'Albanie en 2023-2024 - KF Vllaznia Shkodër (4.000) 4e d'Albanie en 2023-2024 - KF Tirana (5.500) 5e d'Albanie en 2023-2024 - Connah's Quay Nomads (5.500) Vainqueur de la Coupe du pays de Galles 2023-2024 - Bala Town FC (3.500) 3e du pays de Galles en 2023-2024 - Caernarfon Town (1.158) Vainqueur des barrages du pays de Galles en 2023-2024 - Saint Joseph's FC (4.000) 2e de Gibraltar en 2023-2024 - Bruno's Magpies (2.000) 3e de Gibraltar en 2023-2024 - GFK Tikveš (1.200) Vainqueur de la Coupe de Macédoine du Nord 2023-2024 - FK Shkëndija (8.000) 2e de Macédoine du Nord en 2023-2024 - Inter Club d'Escaldes (6.000) 2e d'Andorre en 2023-2024 - Atlètic Club d'Escaldes (2.500) 3e d'Andorre en 2023-2024 - FK Budućnost Podgorica (8.000) Vainqueur de la Coupe du Monténégro 2023-2024 - FK Mornar Bar (1.141) 2e du Monténégro en 2023-2024 - SP La Fiorita (4.500) Vainqueur de la Coupe de Saint-Marin 2023-2024 - SP Tre Penne (5.500) 2e de Saint-Marin en 2023-2024 | - Marsaxlokk FC (1.650) 4e de Malte en 2023-2024 - Dinamo Tbilissi (8.000) 2e de Géorgie en 2023 - Torpedo Koutaïssi (2.500) 3e de Géorgie en 2023 - Levadia Tallinn (6.000) Vainqueur de la Coupe d'Estonie 2023-2024 - Tallinna Kalev (1.441) 3e d'Estonie en 2023 - Paide Linnameeskond (5.000) 4e d'Estonie en 2023 - Valur Reykjavik (3.000) 2e d'Islande en 2023 - UMF Stjarnan (2.500) 3e d'Islande en 2023 - Breiðablik Kópavogur (8.500) 4e d'Islande en 2023 - FK Partizani Tirana (6.500) 2e d'Albanie en 2023-2024 - KF Vllaznia Shkodër (4.000) 4e d'Albanie en 2023-2024 - KF Tirana (5.500) 5e d'Albanie en 2023-2024 - Connah's Quay Nomads (5.500) Vainqueur de la Coupe du pays de Galles 2023-2024 - Bala Town FC (3.500) 3e du pays de Galles en 2023-2024 - Caernarfon Town (1.158) Vainqueur des barrages du pays de Galles en 2023-2024 - Saint Joseph's FC (4.000) 2e de Gibraltar en 2023-2024 - Bruno's Magpies (2.000) 3e de Gibraltar en 2023-2024 - GFK Tikveš (1.200) Vainqueur de la Coupe de Macédoine du Nord 2023-2024 - FK Shkëndija (8.000) 2e de Macédoine du Nord en 2023-2024 - Inter Club d'Escaldes (6.000) 2e d'Andorre en 2023-2024 - Atlètic Club d'Escaldes (2.500) 3e d'Andorre en 2023-2024 - FK Budućnost Podgorica (8.000) Vainqueur de la Coupe du Monténégro 2023-2024 - FK Mornar Bar (1.141) 2e du Monténégro en 2023-2024 - SP La Fiorita (4.500) Vainqueur de la Coupe de Saint-Marin 2023-2024 - SP Tre Penne (5.500) 2e de Saint-Marin en 2023-2024 | - Marsaxlokk FC (1.650) 4e de Malte en 2023-2024 - Dinamo Tbilissi (8.000) 2e de Géorgie en 2023 - Torpedo Koutaïssi (2.500) 3e de Géorgie en 2023 - Levadia Tallinn (6.000) Vainqueur de la Coupe d'Estonie 2023-2024 - Tallinna Kalev (1.441) 3e d'Estonie en 2023 - Paide Linnameeskond (5.000) 4e d'Estonie en 2023 - Valur Reykjavik (3.000) 2e d'Islande en 2023 - UMF Stjarnan (2.500) 3e d'Islande en 2023 - Breiðablik Kópavogur (8.500) 4e d'Islande en 2023 - FK Partizani Tirana (6.500) 2e d'Albanie en 2023-2024 - KF Vllaznia Shkodër (4.000) 4e d'Albanie en 2023-2024 - KF Tirana (5.500) 5e d'Albanie en 2023-2024 - Connah's Quay Nomads (5.500) Vainqueur de la Coupe du pays de Galles 2023-2024 - Bala Town FC (3.500) 3e du pays de Galles en 2023-2024 - Caernarfon Town (1.158) Vainqueur des barrages du pays de Galles en 2023-2024 - Saint Joseph's FC (4.000) 2e de Gibraltar en 2023-2024 - Bruno's Magpies (2.000) 3e de Gibraltar en 2023-2024 - GFK Tikveš (1.200) Vainqueur de la Coupe de Macédoine du Nord 2023-2024 - FK Shkëndija (8.000) 2e de Macédoine du Nord en 2023-2024 - Inter Club d'Escaldes (6.000) 2e d'Andorre en 2023-2024 - Atlètic Club d'Escaldes (2.500) 3e d'Andorre en 2023-2024 - FK Budućnost Podgorica (8.000) Vainqueur de la Coupe du Monténégro 2023-2024 - FK Mornar Bar (1.141) 2e du Monténégro en 2023-2024 - SP La Fiorita (4.500) Vainqueur de la Coupe de Saint-Marin 2023-2024 - SP Tre Penne (5.500) 2e de Saint-Marin en 2023-2024 | - Marsaxlokk FC (1.650) 4e de Malte en 2023-2024 - Dinamo Tbilissi (8.000) 2e de Géorgie en 2023 - Torpedo Koutaïssi (2.500) 3e de Géorgie en 2023 - Levadia Tallinn (6.000) Vainqueur de la Coupe d'Estonie 2023-2024 - Tallinna Kalev (1.441) 3e d'Estonie en 2023 - Paide Linnameeskond (5.000) 4e d'Estonie en 2023 - Valur Reykjavik (3.000) 2e d'Islande en 2023 - UMF Stjarnan (2.500) 3e d'Islande en 2023 - Breiðablik Kópavogur (8.500) 4e d'Islande en 2023 - FK Partizani Tirana (6.500) 2e d'Albanie en 2023-2024 - KF Vllaznia Shkodër (4.000) 4e d'Albanie en 2023-2024 - KF Tirana (5.500) 5e d'Albanie en 2023-2024 - Connah's Quay Nomads (5.500) Vainqueur de la Coupe du pays de Galles 2023-2024 - Bala Town FC (3.500) 3e du pays de Galles en 2023-2024 - Caernarfon Town (1.158) Vainqueur des barrages du pays de Galles en 2023-2024 - Saint Joseph's FC (4.000) 2e de Gibraltar en 2023-2024 - Bruno's Magpies (2.000) 3e de Gibraltar en 2023-2024 - GFK Tikveš (1.200) Vainqueur de la Coupe de Macédoine du Nord 2023-2024 - FK Shkëndija (8.000) 2e de Macédoine du Nord en 2023-2024 - Inter Club d'Escaldes (6.000) 2e d'Andorre en 2023-2024 - Atlètic Club d'Escaldes (2.500) 3e d'Andorre en 2023-2024 - FK Budućnost Podgorica (8.000) Vainqueur de la Coupe du Monténégro 2023-2024 - FK Mornar Bar (1.141) 2e du Monténégro en 2023-2024 - SP La Fiorita (4.500) Vainqueur de la Coupe de Saint-Marin 2023-2024 - SP Tre Penne (5.500) 2e de Saint-Marin en 2023-2024 | - Marsaxlokk FC (1.650) 4e de Malte en 2023-2024 - Dinamo Tbilissi (8.000) 2e de Géorgie en 2023 - Torpedo Koutaïssi (2.500) 3e de Géorgie en 2023 - Levadia Tallinn (6.000) Vainqueur de la Coupe d'Estonie 2023-2024 - Tallinna Kalev (1.441) 3e d'Estonie en 2023 - Paide Linnameeskond (5.000) 4e d'Estonie en 2023 - Valur Reykjavik (3.000) 2e d'Islande en 2023 - UMF Stjarnan (2.500) 3e d'Islande en 2023 - Breiðablik Kópavogur (8.500) 4e d'Islande en 2023 - FK Partizani Tirana (6.500) 2e d'Albanie en 2023-2024 - KF Vllaznia Shkodër (4.000) 4e d'Albanie en 2023-2024 - KF Tirana (5.500) 5e d'Albanie en 2023-2024 - Connah's Quay Nomads (5.500) Vainqueur de la Coupe du pays de Galles 2023-2024 - Bala Town FC (3.500) 3e du pays de Galles en 2023-2024 - Caernarfon Town (1.158) Vainqueur des barrages du pays de Galles en 2023-2024 - Saint Joseph's FC (4.000) 2e de Gibraltar en 2023-2024 - Bruno's Magpies (2.000) 3e de Gibraltar en 2023-2024 - GFK Tikveš (1.200) Vainqueur de la Coupe de Macédoine du Nord 2023-2024 - FK Shkëndija (8.000) 2e de Macédoine du Nord en 2023-2024 - Inter Club d'Escaldes (6.000) 2e d'Andorre en 2023-2024 - Atlètic Club d'Escaldes (2.500) 3e d'Andorre en 2023-2024 - FK Budućnost Podgorica (8.000) Vainqueur de la Coupe du Monténégro 2023-2024 - FK Mornar Bar (1.141) 2e du Monténégro en 2023-2024 - SP La Fiorita (4.500) Vainqueur de la Coupe de Saint-Marin 2023-2024 - SP Tre Penne (5.500) 2e de Saint-Marin en 2023-2024 | - Marsaxlokk FC (1.650) 4e de Malte en 2023-2024 - Dinamo Tbilissi (8.000) 2e de Géorgie en 2023 - Torpedo Koutaïssi (2.500) 3e de Géorgie en 2023 - Levadia Tallinn (6.000) Vainqueur de la Coupe d'Estonie 2023-2024 - Tallinna Kalev (1.441) 3e d'Estonie en 2023 - Paide Linnameeskond (5.000) 4e d'Estonie en 2023 - Valur Reykjavik (3.000) 2e d'Islande en 2023 - UMF Stjarnan (2.500) 3e d'Islande en 2023 - Breiðablik Kópavogur (8.500) 4e d'Islande en 2023 - FK Partizani Tirana (6.500) 2e d'Albanie en 2023-2024 - KF Vllaznia Shkodër (4.000) 4e d'Albanie en 2023-2024 - KF Tirana (5.500) 5e d'Albanie en 2023-2024 - Connah's Quay Nomads (5.500) Vainqueur de la Coupe du pays de Galles 2023-2024 - Bala Town FC (3.500) 3e du pays de Galles en 2023-2024 - Caernarfon Town (1.158) Vainqueur des barrages du pays de Galles en 2023-2024 - Saint Joseph's FC (4.000) 2e de Gibraltar en 2023-2024 - Bruno's Magpies (2.000) 3e de Gibraltar en 2023-2024 - GFK Tikveš (1.200) Vainqueur de la Coupe de Macédoine du Nord 2023-2024 - FK Shkëndija (8.000) 2e de Macédoine du Nord en 2023-2024 - Inter Club d'Escaldes (6.000) 2e d'Andorre en 2023-2024 - Atlètic Club d'Escaldes (2.500) 3e d'Andorre en 2023-2024 - FK Budućnost Podgorica (8.000) Vainqueur de la Coupe du Monténégro 2023-2024 - FK Mornar Bar (1.141) 2e du Monténégro en 2023-2024 - SP La Fiorita (4.500) Vainqueur de la Coupe de Saint-Marin 2023-2024 - SP Tre Penne (5.500) 2e de Saint-Marin en 2023-2024 | - Marsaxlokk FC (1.650) 4e de Malte en 2023-2024 - Dinamo Tbilissi (8.000) 2e de Géorgie en 2023 - Torpedo Koutaïssi (2.500) 3e de Géorgie en 2023 - Levadia Tallinn (6.000) Vainqueur de la Coupe d'Estonie 2023-2024 - Tallinna Kalev (1.441) 3e d'Estonie en 2023 - Paide Linnameeskond (5.000) 4e d'Estonie en 2023 - Valur Reykjavik (3.000) 2e d'Islande en 2023 - UMF Stjarnan (2.500) 3e d'Islande en 2023 - Breiðablik Kópavogur (8.500) 4e d'Islande en 2023 - FK Partizani Tirana (6.500) 2e d'Albanie en 2023-2024 - KF Vllaznia Shkodër (4.000) 4e d'Albanie en 2023-2024 - KF Tirana (5.500) 5e d'Albanie en 2023-2024 - Connah's Quay Nomads (5.500) Vainqueur de la Coupe du pays de Galles 2023-2024 - Bala Town FC (3.500) 3e du pays de Galles en 2023-2024 - Caernarfon Town (1.158) Vainqueur des barrages du pays de Galles en 2023-2024 - Saint Joseph's FC (4.000) 2e de Gibraltar en 2023-2024 - Bruno's Magpies (2.000) 3e de Gibraltar en 2023-2024 - GFK Tikveš (1.200) Vainqueur de la Coupe de Macédoine du Nord 2023-2024 - FK Shkëndija (8.000) 2e de Macédoine du Nord en 2023-2024 - Inter Club d'Escaldes (6.000) 2e d'Andorre en 2023-2024 - Atlètic Club d'Escaldes (2.500) 3e d'Andorre en 2023-2024 - FK Budućnost Podgorica (8.000) Vainqueur de la Coupe du Monténégro 2023-2024 - FK Mornar Bar (1.141) 2e du Monténégro en 2023-2024 - SP La Fiorita (4.500) Vainqueur de la Coupe de Saint-Marin 2023-2024 - SP Tre Penne (5.500) 2e de Saint-Marin en 2023-2024 |

## Calendrier
| Nom | Tirage au sort            | Date aller                                                          | Date retour                                                         | Équipes participantes | Équipes participantes |
| Nom | Tirage au sort            | Date aller                                                          | Date retour                                                         | VC                    | VL                    |
| --- | ------------------------- | ------------------------------------------------------------------- | ------------------------------------------------------------------- | --------------------- | --------------------- |
| Phase qualificative (2024) |                           |                                                                     |                                                                     |                       |                       |
| Premier tour de qualification | 18 juin à Nyon            | 11 juillet                                                          | 18 juillet                                                          |                       | 50                    |
| Deuxième tour de qualification | 19 juin à Nyon            | 25 juillet                                                          | 1er août                                                            | 12 (0 + 12LDC)        | 86 (25 + 55 + 6LE)    |
| Troisième tour de qualification | 22 juillet à Nyon         | 8 août                                                              | 15 août                                                             | 8 (6 + 2LDC)          | 52 (43 + 0 + 9LE)     |
| Barrages | 5 août à Nyon             | 22 août                                                             | 29 août                                                             | 10 (4 + 6LE)          | 38 (26 + 5 + 7LE)     |
| Phase de ligue (2024) |                           |                                                                     |                                                                     |                       |                       |
| Journée 1 Journée 2 Journée 3 Journée 4 Journée 5 Journée 6                                                                              | 30 août lieu à déterminer | 3 octobre 24 octobre 7 novembre 28 novembre 12 décembre 19 décembre | 3 octobre 24 octobre 7 novembre 28 novembre 12 décembre 19 décembre | 36 (24 + 0 + 12LE)    | 36 (24 + 0 + 12LE)    |
| Phase à élimination directe (2025) |                           |                                                                     |                                                                     |                       |                       |
| Barrages | 20 décembre 2024          | 13 février                                                          | 20 février                                                          | 16                    | 16                    |
| Huitièmes de finale | 21 février                | 6 mars                                                              | 13 mars                                                             | 16 (8 + 8)            | 16 (8 + 8)            |
| Quarts de finale | 21 février                | 10 avril                                                            | 17 avril                                                            | 8                     | 8                     |
| Demi-finale | 21 février                | 1er mai                                                             | 8 mai                                                               | 4                     | 4                     |
| Finale | 21 février                | 28 mai 2025 à Wrocław                                               | 28 mai 2025 à Wrocław                                               | 2                     | 2                     |
| Légende : Nombre de Clubs (Clubs qualifiés du tour précédent + Clubs entrants + clubs repêchésLDC de la LDC + clubs repêchésLE de la LE) |                           |                                                                     |                                                                     |                       |                       |

## Phase qualificative

### Premier tour de qualification
Ce tour concerne cinquante équipes des associations classées entre la 30e et la 55e place au classement UEFA : les vingt-cinq vainqueurs de ce tour se qualifient pour le deuxième tour de qualification.
| Équipe                  | Aller           | Total             | Retour          | Équipe                 |
| Voie principale         | Voie principale | Voie principale   | Voie principale | Voie principale        |
| ----------------------- | --------------- | ----------------- | --------------- | ---------------------- |
| FK Velež Mostar         | 1 - 1           | 2 - 6             | 1 - 5           | Inter Club d'Escaldes  |
| SP La Fiorita           | 0 - 1           | 1 - 1 (4 - 2 tab) | 1 - 0           | FK Isloch Minsk Raion  |
| KF Malisheva            | 1 - 0           | 1 - 3             | 0 - 3           | FK Budućnost Podgorica |
| Torpedo Koutaïssi       | 1 - 1           | 2 - 1             | 1 - 0           | KF Tirana              |
| FC Noah                 | 2 - 0           | 4 - 1             | 2 - 1           | FK Shkëndija           |
| Floriana FC             | 3 - 1           | 4 - 2             | 1 - 1           | SP Tre Penne           |
| Caernarfon Town FC      | 2 - 0           | 3 - 3 (8 - 7 tab) | 1 - 3           | Crusaders FC           |
| Atlètic Club d'Escaldes | 0 - 1           | 0 - 3             | 0 - 2           | F91 Dudelange          |
| Shelbourne FC           | 2 - 1           | 3 - 2             | 1 - 1           | Saint Joseph's FC      |
| GFK Tikveš              | 3 - 2           | 4 - 5             | 1 - 3           | Breiðablik Kópavogur   |
| Torpedo Jodzina         | 2 - 4           | 2 - 4             | 0 - 0           | FC Milsami Orhei       |
| JK Tallinna Kalev       | 1 - 2           | 1 - 4             | 0 - 2           | FC Urartu              |
| FK Partizani Tirana     | 1 - 1           | 3 - 2             | 2 - 1           | Marsaxlokk FC          |
| FK Aktobe               | 0 - 1           | 3 - 3 (4 - 5 tab) | 3 - 2 ap        | FK Sarajevo            |
| FK Mornar Bar           | 2 - 1           | 3 - 2             | 1 - 1           | Dinamo Tbilissi        |
| FA Šiauliai             | 0 - 2           | 0 - 2             | 0 - 0           | Levadia Tallinn        |
| Valur Reykjavik         | 2 - 2           | 6 - 2             | 4 - 0           | KF Vllaznia Shkodër    |
| FK Auda                 | 2 - 0           | 3 - 0             | 1 - 0           | B36 Tórshavn           |
| NK Bravo                | 0 - 1           | 2 - 1             | 2 - 0 ap        | Connah's Quay Nomads   |
| UNA Strassen            | 0 - 0           | 0 - 5             | 0 - 5           | KuPS                   |
| Bala Town FC            | 1 - 2           | 2 - 3             | 1 - 1 ap        | Paide Linnameeskond    |
| Bruno's Magpies         | 2 - 0           | 3 - 2             | 1 - 2 ap        | Derry City             |
| UMF Stjarnan            | 2 - 0           | 4 - 3             | 2 - 3           | Linfield FC            |
| FK Liepāja              | 1 - 1           | 1 - 3             | 0 - 2           | Víkingur Gøta          |
| VPS Vaasa               | 1 - 2           | 1 - 3             | 0 - 1           | Žalgiris Vilnius       |

### Deuxième tour de qualification
La phase qualificative se divise à ce moment-là en deux voies distinctes : la voie des Champions, réservée aux champions nationaux, et la voie principale. Les quarante-neuf vainqueurs de ce tour se qualifient pour le troisième tour de qualification.
Voie des Champions
Les douze participants à la première voie sont douze des quatorze champions perdants du premier tour de qualification de la Ligue des champions (les deux autres sont exemptés de ce tour et qualifiés pour le 2e tour).
| Équipe             | Aller              | Total              | Retour             | Équipe                |
| Voie des Champions | Voie des Champions | Voie des Champions | Voie des Champions | Voie des Champions    |
| ------------------ | ------------------ | ------------------ | ------------------ | --------------------- |
| FC Differdange 03  | 1 - 0              | 4 - 4 (3 - 4 tab)  | 3 - 4 ap           | Ordabasy Chimkent     |
| Víkingur Reykjavik | 0 - 1              | 2 - 1              | 2 - 0              | KF Egnatia Rrogozhinë |
| SS Virtus          | 0 - 0              | 2 - 5              | 2 - 5 ap           | Flora Tallinn         |
| FC Struga          | 2 - 1              | 3 - 4              | 1 - 3              | FC Pyunik             |
| Dinamo Batoumi     | 0 - 2              | 0 - 2              | 0 - 0              | FK Dečić Tuzi         |
| KF Ballkani        | 0 - 0              | 2 - 0              | 2 - 0              | Hamrun Spartans       |

Voie Principale
Elle se compose de cinquante-cinq équipes provenant des associations classées entre la 6e et la 38e place au classement UEFA, auxquels s'ajoutent les vingt-cinq vainqueurs du premier tour et les six perdants du premier tour de qualification de la Ligue Europa pour un total de quatre-vingt-six équipes.
Le 22 juillet 2024, l'UEFA annonce que le club ukrainien du SK Dnipro-1 déclare forfait pour les deux rencontres (perdant les deux matchs 3-0) l'opposant au Puskás Akadémia FC, ce qui qualifie le club hongrois pour le troisième tour.
| Équipe                 | Aller           | Total             | Retour          | Équipe                 |
| Voie principale        | Voie principale | Voie principale   | Voie principale | Voie principale        |
| ---------------------- | --------------- | ----------------- | --------------- | ---------------------- |
| Go Ahead Eagles        | 0 - 0           | 1 - 2             | 1 - 2           | SK Brann               |
| Valur Reykjavik        | 0 - 0           | 1 - 4             | 1 - 4           | St Mirren FC           |
| Bruno's Magpies        | 0 - 3           | 1 - 8             | 1 - 5           | FC Copenhague          |
| F91 Dudelange          | 2 - 6           | 3 - 12            | 1 - 6           | BK Häcken              |
| Cliftonville FC        | 1 - 2           | 1 - 4             | 0 - 2           | FK Auda                |
| Omónia Nicosie         | 3 - 1           | 5 - 2             | 2 - 1           | Torpedo Koutaïssi      |
| FK Sumgayit            | 1 - 2           | 1 - 2             | 0 - 0           | Fehérvár FC            |
| İstanbul Başakşehir FK | 6 - 1           | 10 - 1            | 4 - 0           | SP La Fiorita          |
| Hapoël Beer-Sheva      | 0 - 0           | 2 - 1             | 2 - 1           | Tcherno More Varna     |
| FC Saint-Gall          | 4 - 1           | 5 - 1             | 1 - 0           | Tobol Kostanaï         |
| Breiðablik Kópavogur   | 1 - 2           | 1 - 3             | 0 - 1           | KF Drita               |
| FC Ilves               | 2 - 1           | 5 - 5 (5 - 4 tab) | 3 - 4 ap        | Austria Vienne         |
| Legia Varsovie         | 6 - 0           | 11 - 0            | 5 - 0           | Caernarfon Town        |
| Hajduk Split           | 2 - 0           | 2 - 0             | 0 - 0           | HB Tórshavn            |
| FK Mladá Boleslav      | 2 - 0           | 3 - 0             | 1 - 0           | FK Transinvest         |
| NK Osijek              | 5 - 1           | 6 - 1             | 1 - 0           | Levadia Tallinn        |
| FK CSKA 1948 Sofia     | 1 - 0           | 2 - 1             | 1 - 1           | FK Budućnost Podgorica |
| SK Dnipro-1            | Forfait (0-3)   | For. - Q.         | Forfait (0-3)   | Puskás Akadémia FC     |
| HŠK Zrinjski Mostar    | 0 - 1           | 3 - 2             | 3 - 1           | NK Bravo               |
| FC Noah                | 7 - 0           | 7 - 0             | 0 - 0           | Sliema Wanderers       |
| NK Olimpija Ljubljana  | 2 - 0           | 4 - 1             | 2 - 1           | FK Polissia Jytomyr    |
| Zira FK                | 4 - 0           | 6 - 2             | 2 - 1           | DAC Dunajská Streda    |
| Žalgiris Vilnius       | 2 - 1           | 2 - 4             | 0 - 3 ap        | Paphos FC              |
| Riga FC                | 1 - 0           | 2 - 3             | 1 - 3           | Śląsk Wrocław          |
| Baník Ostrava          | 5 - 1           | 7 - 1             | 2 - 0           | FC Urartu              |
| AEK Athènes            | 4 - 3           | 8 - 3             | 4 - 0           | Inter Club d'Escaldes  |
| NK Maribor             | 2 - 0           | 4 - 3             | 2 - 3           | Universitatea Craiova  |
| Djurgårdens IF         | 3 - 0           | 3 - 1             | 0 - 1           | Progrès Niederkorn     |
| Floriana FC            | 0 - 1           | 0 - 5             | 0 - 4           | Vitória Guimarães      |
| FC Zurich              | 3 - 0           | 3 - 0             | 0 - 0           | Shelbourne FC          |
| KuPS                   | 0 - 1           | 0 - 2             | 0 - 1           | Tromsø IL              |
| St. Patrick's Athletic | 3 - 1           | 5 - 3             | 2 - 2           | FC Vaduz               |
| KAA La Gantoise        | 4 - 1           | 7 - 1             | 3 - 0           | Víkingur Gøta          |
| UMF Stjarnan           | 2 - 1           | 2 - 5             | 0 - 4           | Paide Linnameeskond    |
| Brøndby IF             | 6 - 0           | 8 - 2             | 2 - 2           | KF Llapi Podujeve      |
| CFR Cluj               | 0 - 0           | 5 - 0             | 5 - 0           | Nioman Hrodna          |
| FC Zimbru Chișinău     | 0 - 3           | 1 - 6             | 1 - 3           | FC Ararat-Armenia      |
| FK Radnički 1923       | 1 - 0           | 2 - 2 (3 - 4 tab) | 1 - 2           | FK Mornar Bar          |
| FK Sarajevo            | 0 - 0           | 0 - 3             | 0 - 3           | Spartak Trnava         |
| Maccabi Haïfa          | 0 - 3           | 6 - 6 (2 - 3 tab) | 6 - 3 ap        | Sabah FC               |
| Paksi FC               | 3 - 0           | 5 - 0             | 2 - 0           | AEK Larnaca            |
| FC Iberia 1999         | 2 - 0           | 2 - 0             | 0 - 0           | FK Partizani Tirana    |
| FC Milsami Orhei       | 1 - 1           | 1 - 2             | 0 - 1           | FK Astana              |

### Troisième tour de qualification
Les trente vainqueurs de ce tour se qualifient pour les barrages.
Voie des Champions
Ce tour voit s'affronter les six vainqueurs de la voie des Champions du deuxième tour de qualification avec les deux champions perdants du premier tour de qualification de la Ligue des champions exemptés du deuxième tour de qualification de Ligue Conférence.
| Équipe             | Aller              | Total              | Retour             | Équipe             |
| Voie des Champions | Voie des Champions | Voie des Champions | Voie des Champions | Voie des Champions |
| ------------------ | ------------------ | ------------------ | ------------------ | ------------------ |
| Víkingur Reykjavik | 1 - 1              | 3 - 2              | 2 - 1              | Flora Tallinn      |
| Ordabasy Chimkent  | 0 - 1              | 0 - 2              | 0 - 1              | FC Pyunik          |
| KF Ballkani        | 0 - 1              | 1 - 1 (1 - 4 tab)  | 1 - 0              | Larne FC           |
| HJK Helsinki       | 1 - 0              | 2 - 2 (4 - 3 tab)  | 1 - 2              | FK Dečić Tuzi      |

Voie Principale
La voie principale voit l'entrée des neuf perdants du deuxième tour de qualification de la Ligue Europa, auxquels s'ajoutent les quarante-trois vainqueurs du deuxième tour de la voie principale.
| Équipe                 | Aller           | Total               | Retour          | Équipe                 |
| Voie principale        | Voie principale | Voie principale     | Voie principale | Voie principale        |
| ---------------------- | --------------- | ------------------- | --------------- | ---------------------- |
| FK Mladá Boleslav      | 1 - 1           | 5 - 3               | 4 - 2           | Hapoël Beer-Sheva      |
| Kilmarnock FC          | 2 - 2           | 3 - 2               | 1 - 0           | Tromsø IL              |
| FC Ararat-Armenia      | 0 - 1           | 3 - 4               | 3 - 3           | Puskás Akadémia FC     |
| FC Zurich              | 0 - 3           | 0 - 5               | 0 - 2           | Vitória Guimarães      |
| Paksi FC               | 3 - 0           | 5 - 2               | 2 - 2           | FK Mornar Bar          |
| BK Häcken              | 6 - 1           | 7 - 2               | 1 - 1           | Paide Linnameeskond    |
| NK Maribor             | 2 - 1           | 2 - 2 (4 - 2 tab)   | 0 - 1           | FK Vojvodina Novi Sad  |
| Spartak Trnava         | 3 - 1           | 4 - 4 (11 - 12 tab) | 1 - 3           | Wisła Cracovie         |
| St. Patrick's Athletic | 1 - 0           | 2 - 0               | 1 - 0           | Sabah FC               |
| St Mirren FC           | 1 - 1           | 2 - 4               | 1 - 3           | SK Brann               |
| FK CSKA 1948 Sofia     | 2 - 1           | 2 - 5               | 0 - 4 ap        | Paphos FC              |
| FC Ilves               | 1 - 1           | 2 - 4               | 1 - 3           | Djurgårdens IF         |
| Corvinul Hunedoara     | 1 - 2           | 2 - 8               | 1 - 6           | FK Astana              |
| MFK Ružomberok         | 0 - 0           | 1 - 0               | 1 - 0           | Hajduk Split           |
| FC Noah                | 3 - 1           | 3 - 2               | 0 - 1           | AEK Athènes            |
| FK Auda                | 1 - 0           | 2 - 3               | 1 - 3 ap        | KF Drita               |
| FC Iberia 1999         | 0 - 1           | 0 - 3               | 0 - 2           | İstanbul Başakşehir FK |
| Brøndby IF             | 2 - 3           | 3 - 4               | 1 - 1           | Legia Varsovie         |
| Maccabi Petah-Tikva    | 0 - 1           | 0 - 2               | 0 - 1           | CFR Cluj               |
| Silkeborg IF           | 2 - 2           | 4 - 5               | 2 - 3 ap        | KAA La Gantoise        |
| NK Osijek              | 1 - 1           | 3 - 3 (1 - 2 tab)   | 2 - 2           | Zira FK                |
| FC Saint-Gall          | 2 - 0           | 4 - 3               | 2 - 3           | Śląsk Wrocław          |
| Botev Plovdiv          | 2 - 1           | 2 - 3               | 0 - 2           | HŠK Zrinjski Mostar    |
| Omónia Nicosie         | 1 - 0           | 3 - 0               | 2 - 0           | Fehérvár FC            |
| FC Copenhague          | 1 - 0           | 1 - 1 (2 - 1 tab)   | 0 - 1           | Baník Ostrava          |
| NK Olimpija Ljubljana  | 3 - 0           | 4 - 0               | 1 - 0           | Sheriff Tiraspol       |

### Barrages
Les vingt-quatre vainqueurs de ce tour se qualifient pour la phase de ligue de la Ligue Conférence.
Voie des Champions
La voie des Champions voit s'affronter les quatre vainqueurs du troisième tour de qualification de la voie des Champions ainsi que les six perdants du troisième tour de qualification de la voie des Champions de la Ligue Europa.
| Équipe             | Aller              | Total              | Retour             | Équipe             |
| Voie des Champions | Voie des Champions | Voie des Champions | Voie des Champions | Voie des Champions |
| ------------------ | ------------------ | ------------------ | ------------------ | ------------------ |
| Lincoln Red Imps   | 2 - 1              | 3 - 4              | 1 - 3              | Larne FC           |
| FC Pyunik          | 1 - 0              | 2 - 4              | 1 - 4              | NK Celje           |
| Víkingur Reykjavik | 5 - 0              | 5 - 0              | 0 - 0              | UE Santa Coloma    |
| FK Panevėžys       | 0 - 3              | 0 - 3              | 0 - 0              | The New Saints     |
| KÍ Klaksvík        | 2 - 2              | 3 - 4              | 1 - 2              | HJK Helsinki       |

Voie Principale
La voie principale voit l'entrée de cinq équipes provenant des associations classées entre la 1re et la 5e place au classement UEFA, auxquels s'ajoutent les vingt-six vainqueurs du troisième tour de la voie principale et les sept perdants du troisième tour de qualification de la voie principale de la Ligue Europa.
| Équipe                 | Aller           | Total             | Retour          | Équipe                 |
| Voie principale        | Voie principale | Voie principale   | Voie principale | Voie principale        |
| ---------------------- | --------------- | ----------------- | --------------- | ---------------------- |
| Omónia Nicosie         | 6 - 0           | 6 - 1             | 0 - 1           | Zira FK                |
| FC Saint-Gall          | 0 - 0           | 1 - 1 (5 - 4 tab) | 1 - 1 ap        | Trabzonspor            |
| RC Lens                | 2 - 1           | 2 - 3             | 0 - 2           | Panathinaïkós          |
| BK Häcken              | 1 - 2           | 3 - 5             | 2 - 3           | FC Heidenheim          |
| FC Copenhague          | 2 - 0           | 3 - 1             | 1 - 1           | Kilmarnock FC          |
| Vitória Guimarães      | 3 - 0           | 7 - 0             | 4 - 0           | HŠK Zrinjski Mostar    |
| SK Brann               | 2 - 0           | 2 - 3             | 0 - 3           | FK Astana              |
| Legia Varsovie         | 2 - 0           | 3 - 0             | 1 - 0           | KF Drita               |
| HNK Rijeka             | 1 - 1           | 1 - 6             | 0 - 5           | NK Olimpija Ljubljana  |
| ACF Fiorentina         | 3 - 3           | 4 - 4 (5 - 4tab)  | 1 - 1 ap        | Puskás Akadémia FC     |
| Djurgårdens IF         | 1 - 0           | 2 - 0             | 1 - 0           | NK Maribor             |
| Wisła Cracovie         | 1 - 6           | 5 - 7             | 4 - 1           | Cercle Bruges          |
| FK Mladá Boleslav      | 2 - 2           | 5 - 2             | 3 - 0           | Paksi FC               |
| St. Patrick's Athletic | 0 - 0           | 0 - 2             | 0 - 2           | İstanbul Başakşehir FK |
| Chelsea FC             | 2 - 0           | 3 - 2             | 1 - 2           | Servette FC            |
| CFR Cluj               | 1 - 0           | 1 - 3             | 0 - 3           | Paphos FC              |
| Partizan Belgrade      | 0 - 1           | 0 - 2             | 0 - 1           | KAA La Gantoise        |
| Kryvbass Kryvy Rih     | 0 - 2           | 0 - 5             | 0 - 3           | Real Betis             |
| FC Noah                | 3 - 0           | 4 - 3             | 1 - 3           | MFK Ružomberok         |

## Phase de ligue
APOEL

### Format et tirage au sort
Le tirage au sort a lieu en août 2024. Les trente-six équipes participantes sont réparties dans six chapeaux de six équipes sur la base de leur coefficient UEFA en 2024. Chaque équipe affronte sur un seul match une équipe de chaque chapeau (y compris son propre chapeau), soit au total six adversaires différents (trois matches à domicile et trois matches à l'extérieur).

#### Chapeaux du tirage au sort
| Chapeau 1       | Chapeau 1 | Chapeau 2              | Chapeau 2 | Chapeau 3             | Chapeau 3 | Chapeau 4           | Chapeau 4 | Chapeau 5             | Chapeau 5 | Chapeau 6          | Chapeau 6 |
| --------------- | --------- | ---------------------- | --------- | --------------------- | --------- | ------------------- | --------- | --------------------- | --------- | ------------------ | --------- |
| Chelsea FC      | 96.000    | İstanbul Başakşehir FK | 29.000    | Rapid Vienne          | 14.000    | Cercle Bruges       | 9.760     | CS Petrocub Hîncești  | 7.000     | NK Celje           | 4.500     |
| FC Copenhague   | 51.500    | Molde FK               | 28.500    | Omónia Nicosie        | 12.000    | Shamrock Rovers     | 9.500     | FC Saint-Gall         | 6.595     | Larne FC           | 4.500     |
| KAA La Gantoise | 45.000    | Legia Varsovie         | 18.000    | HJK Helsinki          | 11.500    | The New Saints      | 8.500     | Panathinaïkós         | 6.305     | Dinamo Minsk       | 4.500     |
| ACF Fiorentina  | 42.000    | FC Heidenheim          | 17.324    | Vitória Guimarães     | 11.263    | FC Lugano           | 8.000     | TSC Bačka Topola      | 5.555     | Paphos FC          | 4.420     |
| LASK            | 37.000    | Djurgårdens IF         | 16.500    | FK Astana             | 11.000    | Heart of Midlothian | 7.210     | FK Borac Banja Luka   | 5.500     | Víkingur Reykjavik | 4.000     |
| Real Betis      | 33.000    | APOEL Nicosie          | 14.500    | NK Olimpija Ljubljana | 10.500    | FK Mladá Boleslav   | 7.210     | Jagiellonia Białystok | 5.075     | FC Noah            | 2.125     |

- Qualifié pour les huitièmes de finale
- Qualifié pour les barrages de la phase à élimination directe

#### Résultat du tirage au sort
Les rencontres de chaque club sont indiquées entre les lettres D et E (D : à domicile ; E : à l'extérieur).

#### Critères de départage
Selon l'article 18.01 du règlement de la compétition, en cas d’égalité de points de plusieurs équipes à l'issue des matches de la phase de ligue ; les critères suivants sont appliqués dans l'ordre indiqué pour établir leur classement :
1. Meilleure différence de buts dans tous les matches de la phase de ligue ;
2. Plus grand nombre de buts marqués dans tous les matches de la phase de ligue ;
3. Plus grand nombre de buts marqués à l’extérieur dans tous les matches de la phase de ligue ;
4. Plus grand nombre de victoires dans tous les matches de la phase de ligue ;
5. Plus grand nombre de victoires à l'extérieur dans tous les matches de la phase de ligue ;
6. Plus grand nombre de points obtenus collectivement par tous les adversaires rencontrés dans la phase de ligue ;
7. Meilleure différence de buts collective de tous les adversaires rencontrés dans la phase de ligue ;
8. Plus grand nombre de buts marqués collectivement par tous les adversaires rencontrés dans la phase de ligue ;
9. Total le plus faible de points disciplinaires sur la base uniquement des cartons jaunes et des cartons rouges reçus par les joueurs ou membres du club durant tous les matches de la phase de ligue (carton rouge = 3 points, carton jaune = 1 point, expulsion pour deux cartons jaunes au cours d'un match = 3 points) ;
10. Meilleur coefficient de club.

### Classement
| Rang | Équipe                 | Pts | J | G | N | P | Bp | Bc | Diff |
| ---- | ---------------------- | --- | - | - | - | - | -- | -- | ---- |
| 1    | Chelsea FC             | 18  | 6 | 6 | 0 | 0 | 26 | 5  | +21  |
| 2    | Vitória Guimarães      | 14  | 6 | 4 | 2 | 0 | 13 | 6  | +7   |
| 3    | ACF Fiorentina         | 13  | 6 | 4 | 1 | 1 | 18 | 7  | +11  |
| 4    | Rapid Vienne           | 13  | 6 | 4 | 1 | 1 | 11 | 5  | +6   |
| 5    | Djurgårdens IF         | 13  | 6 | 4 | 1 | 1 | 11 | 7  | +4   |
| 6    | FC Lugano              | 13  | 6 | 4 | 1 | 1 | 11 | 7  | +4   |
| 7    | Legia Varsovie         | 12  | 6 | 4 | 0 | 2 | 13 | 5  | +8   |
| 8    | Cercle Bruges          | 11  | 6 | 3 | 2 | 1 | 14 | 7  | +7   |
| 9    | Jagiellonia Białystok  | 11  | 6 | 3 | 2 | 1 | 10 | 5  | +5   |
| 10   | Shamrock Rovers        | 11  | 6 | 3 | 2 | 1 | 12 | 9  | +3   |
| 11   | APOEL Nicosie          | 11  | 6 | 3 | 2 | 1 | 8  | 5  | +3   |
| 12   | Paphos FC              | 10  | 6 | 3 | 1 | 2 | 11 | 7  | +4   |
| 13   | Panathinaïkós          | 10  | 6 | 3 | 1 | 2 | 10 | 7  | +3   |
| 14   | NK Olimpija Ljubljana  | 10  | 6 | 3 | 1 | 2 | 7  | 6  | +1   |
| 15   | Real Betis             | 10  | 6 | 3 | 1 | 2 | 6  | 5  | +1   |
| 16   | FC Heidenheim          | 10  | 6 | 3 | 1 | 2 | 7  | 7  | 0    |
| 17   | KAA La Gantoise        | 9   | 6 | 3 | 0 | 3 | 8  | 8  | 0    |
| 18   | FC Copenhague          | 8   | 6 | 2 | 2 | 2 | 8  | 9  | -1   |
| 19   | Víkingur Reykjavik     | 8   | 6 | 2 | 2 | 2 | 7  | 8  | -1   |
| 20   | FK Borac Banja Luka    | 8   | 6 | 2 | 2 | 2 | 4  | 7  | -3   |
| 21   | NK Celje               | 7   | 6 | 2 | 1 | 3 | 13 | 13 | 0    |
| 22   | Omónia Nicosie         | 7   | 6 | 2 | 1 | 3 | 7  | 7  | 0    |
| 23   | Molde FK               | 7   | 6 | 2 | 1 | 3 | 10 | 11 | -1   |
| 24   | FK TSC Bačka Topola    | 7   | 6 | 2 | 1 | 3 | 10 | 13 | -3   |
| 25   | Heart of Midlothian    | 7   | 6 | 2 | 1 | 3 | 6  | 9  | -3   |
| 26   | İstanbul Başakşehir FK | 6   | 6 | 1 | 3 | 2 | 9  | 12 | -3   |
| 27   | FK Mladá Boleslav      | 6   | 6 | 2 | 0 | 4 | 7  | 10 | -3   |
| 28   | FK Astana              | 5   | 6 | 1 | 2 | 3 | 4  | 8  | -4   |
| 29   | FC Saint-Gall          | 5   | 6 | 1 | 2 | 3 | 10 | 18 | -8   |
| 30   | HJK Helsinki           | 4   | 6 | 1 | 1 | 4 | 3  | 9  | -6   |
| 31   | FC Noah                | 4   | 6 | 1 | 1 | 4 | 6  | 16 | -10  |
| 32   | The New Saints         | 3   | 6 | 1 | 0 | 5 | 5  | 10 | -5   |
| 33   | Dinamo Minsk           | 3   | 6 | 1 | 0 | 5 | 4  | 13 | -9   |
| 34   | Larne FC               | 3   | 6 | 1 | 0 | 5 | 3  | 12 | -9   |
| 35   | LASK                   | 3   | 6 | 0 | 3 | 3 | 4  | 14 | -10  |
| 36   | CS Petrocub Hîncești   | 2   | 6 | 0 | 2 | 4 | 4  | 13 | -9   |

- Qualification pour les huitièmes de finale
- Qualification pour les barrages de la phase à élimination directe

## Phase à élimination directe
APOEL

### Barrages de la phase à élimination directe
Les clubs classés de la 9e à la 24e place de la phase de ligue jouent des barrages pour se qualifier pour les huitièmes de finale.
Le 9e ou 10e affronte le 23e ou 24e, le 11e ou 12e affronte le 21e ou 22e, le 13e ou 14e affronte le 19e ou 20e et le 15e ou 16e affronte le 17e ou 18e.
Le tirage au sort des barrages a lieu à Nyon le 20 décembre 2024 à 13 h 0 CET.
| Paires 1      | Paires 1              | Paires 1          | Paires 1            | Paires 2      | Paires 2      | Paires 2          | Paires 2          |
| Tête de série | Tête de série         | Non tête de série | Non tête de série   | Tête de série | Tête de série | Non tête de série | Non tête de série |
| ------------- | --------------------- | ----------------- | ------------------- | ------------- | ------------- | ----------------- | ----------------- |
| 9e            | Jagiellonia Białystok | 23e               | Molde FK            | 11e           | APOEL Nicosie | 21e               | NK Celje          |
| 10e           | Shamrock Rovers       | 24e               | TSC Bačka Topola    | 12e           | Paphos FC     | 22e               | Omónia Nicosie    |
| Paires 3      | Paires 3              | Paires 3          | Paires 3            | Paires 4      | Paires 4      | Paires 4          | Paires 4          |
| Tête de série | Tête de série         | Non tête de série | Non tête de série   | Tête de série | Tête de série | Non tête de série | Non tête de série |
| 13e           | Panathinaïkós         | 19e               | Víkingur Reykjavik  | 15e           | Real Betis    | 17e               | KAA La Gantoise   |
| 14e           | NK Olimpija Ljubljana | 20e               | FK Borac Banja Luka | 16e           | FC Heidenheim | 18e               | FC Copenhague     |

| Équipe              | Aller | Total             | Retour   | Équipe                |
| ------------------- | ----- | ----------------- | -------- | --------------------- |
| KAA La Gantoise     | 0 - 3 | 1 - 3             | 1 - 0    | Real Betis            |
| TSC Bačka Topola    | 1 - 3 | 2 - 6             | 1 - 3    | Jagiellonia Białystok |
| NK Celje            | 2 - 2 | 4 - 2             | 2 - 0    | APOEL Nicosie         |
| Víkingur Reykjavik  | 2 - 1 | 2 - 3             | 0 - 2    | Panathinaïkós         |
| FC Copenhague       | 1 - 2 | 4 - 3             | 3 - 1 ap | FC Heidenheim         |
| Molde FK            | 0 - 1 | 1 - 1 (5 - 4 tab) | 1 - 0 ap | Shamrock Rovers       |
| Omónia Nicosie      | 1 - 1 | 2 - 3             | 1 - 2    | Paphos FC             |
| FK Borac Banja Luka | 1 - 0 | 1 - 0             | 0 - 0    | NK Olimpija Ljubljana |

### Huitièmes de finale
Les huit premiers de la phase de ligue sont directement qualifiés pour ce tour. Ils sont rejoints par les huit vainqueurs des barrages.
| Paires 1      | Paires 1          | Paires 1          | Paires 1          | Paires 2      | Paires 2       | Paires 2          | Paires 2              |
| Tête de série | Tête de série     | Non tête de série | Non tête de série | Tête de série | Tête de série  | Non tête de série | Non tête de série     |
| ------------- | ----------------- | ----------------- | ----------------- | ------------- | -------------- | ----------------- | --------------------- |
| 1er           | Chelsea FC        | VB1               | Real Betis        | 3e            | ACF Fiorentina | VB4               | Panathinaïkós         |
| 2e            | Vitória Guimarães | VB5               | FC Copenhague     | 4e            | Rapid Vienne   | VB8               | FK Borac Banja Luka   |
| Paires 3      | Paires 3          | Paires 3          | Paires 3          | Paires 4      | Paires 4       | Paires 4          | Paires 4              |
| Tête de série | Tête de série     | Non tête de série | Non tête de série | Tête de série | Tête de série  | Non tête de série | Non tête de série     |
| 5e            | Djurgårdens IF    | VB3               | NK Celje          | 7e            | Legia Varsovie | VB2               | Jagiellonia Białystok |
| 6e            | FC Lugano         | VB7               | Paphos FC         | 8e            | Cercle Bruges  | VB6               | Molde FK              |

| Équipe                | Aller | Total             | Retour   | Équipe            |
| --------------------- | ----- | ----------------- | -------- | ----------------- |
| Real Betis            | 2 - 2 | 6 - 2             | 4 - 0    | Vitória Guimarães |
| Jagiellonia Białystok | 3 - 0 | 3 - 2             | 0 - 2    | Cercle Bruges     |
| NK Celje              | 1 - 0 | 5 - 5 (3 - 1 tab) | 4 - 5 ap | FC Lugano         |
| Panathinaïkós         | 3 - 2 | 4 - 5             | 1 - 3    | ACF Fiorentina    |
| FC Copenhague         | 1 - 2 | 1 - 3             | 0 - 1    | Chelsea FC        |
| Molde FK              | 3 - 2 | 3 - 4             | 0 - 2 ap | Legia Varsovie    |
| Paphos FC             | 1 - 0 | 1 - 3             | 0 - 3    | Djurgårdens IF    |
| FK Borac Banja Luka   | 1 - 1 | 2 - 3             | 1 - 2 ap | Rapid Vienne      |

### Quarts de finale
| Équipe         | Aller | Total | Retour   | Équipe                |
| -------------- | ----- | ----- | -------- | --------------------- |
| Real Betis     | 2 - 0 | 3 - 1 | 1 - 1    | Jagiellonia Białystok |
| NK Celje       | 1 - 2 | 3 - 4 | 2 - 2    | ACF Fiorentina        |
| Legia Varsovie | 0 - 3 | 2 - 4 | 2 - 1    | Chelsea FC            |
| Djurgårdens IF | 0 - 1 | 4 - 2 | 4 - 1 ap | Rapid Vienne          |

### Demi-finales
| Équipe         | Aller | Total | Retour   | Équipe         |
| -------------- | ----- | ----- | -------- | -------------- |
| Real Betis     | 2 - 1 | 4 - 3 | 2 - 2 ap | ACF Fiorentina |
| Djurgårdens IF | 1 - 4 | 1 - 5 | 0 - 1    | Chelsea FC     |

### Finale
La finale se déroulera le 28 mai 2025 au stade municipal de Wrocław, en Pologne.
| Équipe     | Score | Équipe     |
| ---------- | ----- | ---------- |
| Real Betis | 1 - 4 | Chelsea FC |

### Tableau final
|  | Huitièmes de finale   | Huitièmes de finale   | Huitièmes de finale   | Huitièmes de finale   |                |                | Quarts de finale | Quarts de finale | Quarts de finale | Quarts de finale |  |  | Demi-finales | Demi-finales | Demi-finales | Demi-finales |  |  | Finale                                   | Finale | Finale | Finale |
|  |                       |                       |                       |                       |                |                |                  |                  |                  |                  |  |  |              |              |              |              |  |  |                                          |        |        |        |
|  |                       |                       |                       |                       |                |                |                  |                  |                  |                  |  |  |              |              |              |              |  |  | 28 mai 2025 - Stade municipal de Wrocław |        |        |        |
|  | Real Betis            | Real Betis            | 2                     | 4                     |                |                |                  |                  |                  |                  |  |  |              |              |              |              |  |  |                                          |        |        |        |
|  | Real Betis            | Real Betis            | 2                     | 4                     |                |                |                  |                  |                  |                  |  |  |              |              |              |              |  |  |                                          |        |        |        |
|  | Vitória Guimarães     | Vitória Guimarães     | 2                     | 0                     |                |                |                  |                  |                  |                  |  |  |              |              |              |              |  |  |                                          |        |        |        |
|  | Vitória Guimarães     | Vitória Guimarães     | 2                     | 0                     | Real Betis     | Real Betis     | 2                | 1                |                  |                  |  |  |              |              |              |              |  |  |                                          |        |        |        |
|  |                       |                       |                       |                       | Real Betis     | Real Betis     | 2                | 1                |                  |                  |  |  |              |              |              |              |  |  |                                          |        |        |        |
|  |                       |                       | Jagiellonia Białystok | Jagiellonia Białystok | 0              | 1              |                  |                  |                  |                  |  |  |              |              |              |              |  |  |                                          |        |        |        |
|  | Jagiellonia Białystok | Jagiellonia Białystok | Jagiellonia Białystok | Jagiellonia Białystok | 0              | 1              | 3                | 0                |                  |                  |  |  |              |              |              |              |  |  |                                          |        |        |        |
|  | Jagiellonia Białystok | Jagiellonia Białystok |                       |                       |                |                |                  | 0                |                  |                  |  |  |              |              |              |              |  |  |                                          |        |        |        |
|  | Cercle Bruges         | Cercle Bruges         | 0                     | 2                     |                |                |                  |                  |                  |                  |  |  |              |              |              |              |  |  |                                          |        |        |        |
|  | Cercle Bruges         | Cercle Bruges         | 0                     | 2                     | Real Betis     | Real Betis     | 2                | 2 ap             |                  |                  |  |  |              |              |              |              |  |  |                                          |        |        |        |
|  |                       |                       |                       |                       | Real Betis     | Real Betis     | 2                | 2 ap             |                  |                  |  |  |              |              |              |              |  |  |                                          |        |        |        |
|  |                       |                       | ACF Fiorentina        | ACF Fiorentina        | 1              | 2              |                  |                  |                  |                  |  |  |              |              |              |              |  |  |                                          |        |        |        |
|  | NK Celje              | NK Celje              | ACF Fiorentina        | ACF Fiorentina        | 1              | 2              | 1                | 4 (3)tab         |                  |                  |  |  |              |              |              |              |  |  |                                          |        |        |        |
|  | NK Celje              | NK Celje              |                       |                       |                |                |                  | 4 (3)tab         |                  |                  |  |  |              |              |              |              |  |  |                                          |        |        |        |
|  | FC Lugano             | FC Lugano             | 0                     | 5 (1)ap               |                |                |                  |                  |                  |                  |  |  |              |              |              |              |  |  |                                          |        |        |        |
|  | FC Lugano             | FC Lugano             | 0                     | 5 (1)ap               | NK Celje       | NK Celje       | 1                | 2                |                  |                  |  |  |              |              |              |              |  |  |                                          |        |        |        |
|  |                       |                       |                       |                       | NK Celje       | NK Celje       | 1                | 2                |                  |                  |  |  |              |              |              |              |  |  |                                          |        |        |        |
|  |                       |                       | ACF Fiorentina        | ACF Fiorentina        | 2              | 2              |                  |                  |                  |                  |  |  |              |              |              |              |  |  |                                          |        |        |        |
|  | Panathinaïkós         | Panathinaïkós         | ACF Fiorentina        | ACF Fiorentina        | 2              | 2              | 3                | 1                |                  |                  |  |  |              |              |              |              |  |  |                                          |        |        |        |
|  | Panathinaïkós         | Panathinaïkós         |                       |                       |                |                |                  | 1                |                  |                  |  |  |              |              |              |              |  |  |                                          |        |        |        |
|  | ACF Fiorentina        | ACF Fiorentina        | 2                     | 3                     |                |                |                  |                  |                  |                  |  |  |              |              |              |              |  |  |                                          |        |        |        |
|  | ACF Fiorentina        | ACF Fiorentina        | 2                     | 3                     | Real Betis     | Real Betis     | 1                | 1                |                  |                  |  |  |              |              |              |              |  |  |                                          |        |        |        |
|  |                       |                       |                       |                       | Real Betis     | Real Betis     | 1                | 1                |                  |                  |  |  |              |              |              |              |  |  |                                          |        |        |        |
|  |                       |                       | Chelsea FC            | Chelsea FC            | 4              | 4              |                  |                  |                  |                  |  |  |              |              |              |              |  |  |                                          |        |        |        |
|  | Paphos FC             | Paphos FC             | Chelsea FC            | Chelsea FC            | 4              | 4              | 1                | 0                |                  |                  |  |  |              |              |              |              |  |  |                                          |        |        |        |
|  | Paphos FC             | Paphos FC             |                       |                       |                |                |                  | 0                |                  |                  |  |  |              |              |              |              |  |  |                                          |        |        |        |
|  | Djurgårdens IF        | Djurgårdens IF        | 0                     | 3                     |                |                |                  |                  |                  |                  |  |  |              |              |              |              |  |  |                                          |        |        |        |
|  | Djurgårdens IF        | Djurgårdens IF        | 0                     | 3                     | Djurgårdens IF | Djurgårdens IF | 0                | 4ap              |                  |                  |  |  |              |              |              |              |  |  |                                          |        |        |        |
|  |                       |                       |                       |                       | Djurgårdens IF | Djurgårdens IF | 0                | 4ap              |                  |                  |  |  |              |              |              |              |  |  |                                          |        |        |        |
|  |                       |                       | Rapid Vienne          | Rapid Vienne          | 1              | 1              |                  |                  |                  |                  |  |  |              |              |              |              |  |  |                                          |        |        |        |
|  | FK Borac Banja Luka   | FK Borac Banja Luka   | Rapid Vienne          | Rapid Vienne          | 1              | 1              | 1                | 1                |                  |                  |  |  |              |              |              |              |  |  |                                          |        |        |        |
|  | FK Borac Banja Luka   | FK Borac Banja Luka   |                       |                       |                |                |                  | 1                |                  |                  |  |  |              |              |              |              |  |  |                                          |        |        |        |
|  | Rapid Vienne          | Rapid Vienne          | 1                     | 2ap                   |                |                |                  |                  |                  |                  |  |  |              |              |              |              |  |  |                                          |        |        |        |
|  | Rapid Vienne          | Rapid Vienne          | 1                     | 2ap                   | Djurgårdens IF | Djurgårdens IF | 1                | 0                |                  |                  |  |  |              |              |              |              |  |  |                                          |        |        |        |
|  |                       |                       |                       |                       | Djurgårdens IF | Djurgårdens IF | 1                | 0                |                  |                  |  |  |              |              |              |              |  |  |                                          |        |        |        |
|  |                       |                       | Chelsea FC            | Chelsea FC            | 4              | 1              |                  |                  |                  |                  |  |  |              |              |              |              |  |  |                                          |        |        |        |
|  | Molde FK              | Molde FK              | Chelsea FC            | Chelsea FC            | 4              | 1              | 3                | 0                |                  |                  |  |  |              |              |              |              |  |  |                                          |        |        |        |
|  | Molde FK              | Molde FK              |                       |                       |                |                |                  | 0                |                  |                  |  |  |              |              |              |              |  |  |                                          |        |        |        |
|  | Legia Varsovie        | Legia Varsovie        | 2                     | 2ap                   |                |                |                  |                  |                  |                  |  |  |              |              |              |              |  |  |                                          |        |        |        |
|  | Legia Varsovie        | Legia Varsovie        | 2                     | 2ap                   | Legia Varsovie | Legia Varsovie | 0                | 2                |                  |                  |  |  |              |              |              |              |  |  |                                          |        |        |        |
|  |                       |                       |                       |                       | Legia Varsovie | Legia Varsovie | 0                | 2                |                  |                  |  |  |              |              |              |              |  |  |                                          |        |        |        |
|  |                       |                       | Chelsea FC            | Chelsea FC            | 3              | 1              |                  |                  |                  |                  |  |  |              |              |              |              |  |  |                                          |        |        |        |
|  | FC Copenhague         | FC Copenhague         | Chelsea FC            | Chelsea FC            | 3              | 1              | 1                | 0                |                  |                  |  |  |              |              |              |              |  |  |                                          |        |        |        |
|  | FC Copenhague         | FC Copenhague         |                       |                       |                |                |                  | 0                |                  |                  |  |  |              |              |              |              |  |  |                                          |        |        |        |
|  | Chelsea FC            | Chelsea FC            | 2                     | 1                     |                |                |                  |                  |                  |                  |  |  |              |              |              |              |  |  |                                          |        |        |        |
|  | Chelsea FC            | Chelsea FC            | 2                     | 1                     |                |                |                  |                  |                  |                  |  |  |              |              |              |              |  |  |                                          |        |        |        |
|  |                       |                       |                       |                       |                |                |                  |                  |                  |                  |  |  |              |              |              |              |  |  |                                          |        |        |        |

## Statistiques

### Classements des buteurs et des passeurs décisifs
Statistiques officielles de l'UEFA, rencontres de la phase qualificative exclues.
| Rang | Buteur             | Club                  | Buts | Minutes jouées |
| ---- | ------------------ | --------------------- | ---- | -------------- |
| 1    | Afimico Pululu     | Jagiellonia Białystok | 8    | 852            |
| 2    | Marc Guiu          | Chelsea FC            | 6    | 284            |
| 2    | Armandas Kučys     | NK Celje              | 6    | 570            |
| 4    | Christopher Nkunku | Chelsea FC            | 5    | 455            |
| 4    | Krzysztof Piątek   | İstanbul Başakşehir   | 5    | 465            |
| 4    | Johnny Kenny       | Shamrock Rovers       | 5    | 475            |
| 4    | Miloš Pantović     | TSC Bačka Topola      | 5    | 520            |
| 4    | Cédric Bakambu     | Real Betis            | 5    | 583            |
| 4    | Dion Beljo         | Rapid Vienne          | 5    | 710            |
| 10   | 13 joueurs         | 13 joueurs            | 4    |                |

| Rang | Passeur                  | Club                  | Passes | Minutes jouées |
| ---- | ------------------------ | --------------------- | ------ | -------------- |
| 1    | Svit Sešlar              | NK Celje              | 7      | 865            |
| 2    | Kévin Denkey             | Cercle Bruges KSV     | 4      | 231            |
| 2    | Marcos López             | FC Copenhague         | 4      | 414            |
| 2    | Kaio César               | Vitória Guimarães     | 4      | 431            |
| 2    | Aleksandar Ćirković (en) | TSC Bačka Topola      | 4      | 484            |
| 2    | Tokmac Nguen             | Djurgårdens IF        | 4      | 620            |
| 2    | Jesús Imaz (en)          | Jagiellonia Białystok | 4      | 840            |
| 8    | 21 joueurs               | 21 joueurs            | 3      |                |

## Nombres d'équipes par pays et par tour
- Si vous ne connaissez pas le sujet, laissez ce bandeau (vous pouvez alors contacter les auteurs).
- Si vous supprimez le contenu mis en cause (vous pouvez préalablement contacter les auteurs),

argumentez précisément cette suppression dans la page de discussion
(un manque de référence n'est pas un argument ; une recherche réelle de référence doit avoir été effectuée, être formellement documentée).
L'ordre des fédérations est établi suivant le classement UEFA des pays en 2024.
| Angleterre         |       | 1 Chelsea                   |     | 1 Chelsea               |                         | 1 Chelsea          | 1 Chelsea          | 1 Chelsea     | 1 Chelsea    |  |  |  |  |
| Espagne            |       | 1 Real Betis                |     | 1 Real Bétis            | 1 Real Bétis            | 1 Real Bétis       | 1 Real Bétis       | 1 Real Bétis  | 1 Real Bétis |  |  |  |  |
| Allemagne          |       | 1 Heidenheim                |     | 1 Heidenheim            | 1 Heidenheim            |                    |                    |               |              |  |  |  |  |
| Italie             |       | 1 Fiorentina                |     | 1 Fiorentina            |                         | 1 Fiorentina       | 1 Fiorentina       | 1 Fiorentina  |              |  |  |  |  |
| France             |       | 1 Lens                      |     |                         |                         |                    |                    |               |              |  |  |  |  |
| Portugal           |       | 1 V. Guimarães              |     | 1 V. Guimarães          |                         | 1 V. Guimarães     |                    |               |              |  |  |  |  |
| Belgique           |       | 2 Bruges, La Gantoise       |     | 2 Bruges, La Gantoise   | 1 La Gantoise           | 1 Bruges           |                    |               |              |  |  |  |  |
| Écosse             |       | 1 Kilmarnock                | +1  | 1 Hearts of M.          |                         |                    |                    |               |              |  |  |  |  |
| Autriche           |       |                             | +2  | 2 LASK, Vienne          |                         | 1 Vienne           | 1 Vienne           |               |              |  |  |  |  |
| Serbie             |       | 1 Belgrade                  | +1  | 1 Bačka Topola          | 1 Bačka Topola          |                    |                    |               |              |  |  |  |  |
| Turquie            |       | 2 Başakşehir, Trabzonspor   |     | 1 Başakşehir            |                         |                    |                    |               |              |  |  |  |  |
| Suisse             |       | 2 Saint-Gall, Genève        | +1  | 2 Lugano, Saint-Gall    |                         | 1 Lugano           |                    |               |              |  |  |  |  |
| Ukraine            |       | 1 Kryvy Rih                 |     |                         |                         |                    |                    |               |              |  |  |  |  |
| Tchéquie           |       | 1 Mladá Boleslav            |     | 1 Mladá Boleslav        |                         |                    |                    |               |              |  |  |  |  |
| Norvège            |       | 1 Bergen                    | +1  | 1 Molde                 | 1 Molde                 | 1 Molde            |                    |               |              |  |  |  |  |
| Danemark           |       | 1 Copenhague                |     | 1 Copenhague            | 1 Copenhague            | 1 Copenhague       |                    |               |              |  |  |  |  |
| Croatie            |       | 1 Rijeka                    |     |                         |                         |                    |                    |               |              |  |  |  |  |
| Grèce              |       | 1 Panathinaïkós             |     | 1 Panathinaïkós         | 1 Panathinaïkós         | 1 Panathinaïkós    |                    |               |              |  |  |  |  |
| Chypre             |       | 2 Omónia, Paphos            | +1  | 3 APOEL, Omónia, Paphos | 3 APOEL, Omónia, Paphos | 1 Paphos           |                    |               |              |  |  |  |  |
| Suède              |       | 2 Djurgårdens, Häcken       |     | 1 Djurgårdens           |                         | 1 Djurgårdens      | 1 Djurgårdens      | 1 Djurgårdens |              |  |  |  |  |
| Pologne            |       | 2 Legia, Cracovie           | +1  | 2 Białystok, Legia      | 1 Białystok             | 2 Białystok, Legia | 2 Białystok, Legia |               |              |  |  |  |  |
| Hongrie            |       | 2 Paks, Puskás A.           |     |                         |                         |                    |                    |               |              |  |  |  |  |
| Roumanie           |       | 1 Cluj                      |     |                         |                         |                    |                    |               |              |  |  |  |  |
| Slovaquie          |       | 1 Ružomberok                |     |                         |                         |                    |                    |               |              |  |  |  |  |
| Azerbaïdjan        |       | 1 Zirə                      |     |                         |                         |                    |                    |               |              |  |  |  |  |
| Kazakhstan         |       | 1 Astana                    |     | 1 Astana                |                         |                    |                    |               |              |  |  |  |  |
| Slovénie           |       | 3 Celje, Ljubljana, Maribor |     | 2 Celje, Ljubljana      | 2 Celje, Ljubljana      | 1 Celje            | 1 Celje            |               |              |  |  |  |  |
| Moldavie           |       |                             | +1  | 1 Hîncești              |                         |                    |                    |               |              |  |  |  |  |
| Kosovo             |       | 1 Drita                     |     |                         |                         |                    |                    |               |              |  |  |  |  |
| Irlande            |       | 1 St Patrick                | +1  | 1 Shamrock              | 1 Shamrock              |                    |                    |               |              |  |  |  |  |
| Finlande           |       | 1 Helsinki                  |     | 1 Helsinki              |                         |                    |                    |               |              |  |  |  |  |
| Lituanie           |       | 1 Panevėžys                 |     |                         |                         |                    |                    |               |              |  |  |  |  |
| Arménie            |       | 2 Noah, Pyunik              |     | 1 Noah                  |                         |                    |                    |               |              |  |  |  |  |
| Biélorussie        |       |                             | +1  | 1 Minsk                 |                         |                    |                    |               |              |  |  |  |  |
| Bosnie-Herzégovine |       | 1 Mostar                    | +1  | 1 Banja Luka            | 1 Banja Luka            | 1 Banja Luka       |                    |               |              |  |  |  |  |
| Iles Féroé         |       | 1 Klaksvík                  |     |                         |                         |                    |                    |               |              |  |  |  |  |
| Irlande du Nord    |       | 1 Larne                     |     | 1 Larne                 |                         |                    |                    |               |              |  |  |  |  |
| Islande            |       | 1 Reykjavik                 |     | 1 Reykjavik             | 1 Reykjavik             |                    |                    |               |              |  |  |  |  |
| Pays de Galles     |       | 1 Saints                    |     | 1 Saints                |                         |                    |                    |               |              |  |  |  |  |
| Gibraltar          |       | 1 Red Imps                  |     |                         |                         |                    |                    |               |              |  |  |  |  |
| Andorre            |       | 1 Santa Coloma              |     |                         |                         |                    |                    |               |              |  |  |  |  |
| Total              | Total | 48                          | +12 | 36                      | 16                      | 16                 | 8                  | 4             | 2            |  |  |  |  |